# Llista de townlands del Comtat de Laois
Aquesta és una Llista de townlands del comtat de Laois. Hi ha aproximadament 1.162 townlands al comtat de Laois a la República d'Irlanda.
Els noms duplicats es produeixen quan hi ha més d'un townland amb el mateix nom al comtat. Els noms marcats en negreta són les ciutats i pobles, i la paraula town apareix per a les entrades de la columna acres.

## Llista de townlands
| Townland                            | Acres | Baronia          | Parròquia civil          | Poor Law Union |
| ----------------------------------- | ----- | ---------------- | ------------------------ | -------------- |
| Abbeyleix                           | Town  | Cullenagh        | Abbeyleix                | Abbeyleix      |
| Abbeyleix Demesne                   | 1.321 | Cullenagh        | Abbeyleix                | Abbeyleix      |
| Acragar                             | 647   | Portnahinch      | Ardea                    | Mountmellick   |
| Addergoole                          | 103   | Clarmallagh      | Aghmacart                | Abbeyleix      |
| Afoley                              | 122   | Tinnahinch       | Rearymore                | Mountmellick   |
| Aghaboe                             | 308   | Clarmallagh      | Aghaboe                  | Donaghmore     |
| Aghadreen                           | 516   | Cullenagh        | Fossy or Timahoe         | Abbeyleix      |
| Aghafin                             | 238   | Upperwoods       | Offerlane                | Abbeyleix      |
| Aghamaddock                         | 274   | Stradbally       | Stradbally               | Athy           |
| Aghamafir                           | 174   | Ballyadams       | Rathaspick               | Athy           |
| Aghamore                            | 71    | Upperwoods       | Offerlane                | Mountmellick   |
| Aghamore (o Ashbrook)               | 22    | Tinnahinch       | Kilmanman                | Mountmellick   |
| Aghanure                            | 401   | Ballyadams       | Killabban                | Athy           |
| Aghaterry                           | 90    | Slievemargy      | Killabban                | Carlow         |
| Aghcross                            | 150   | Slievemargy      | Killabban                | Carlow         |
| Aghduff                             | 159   | Upperwoods       | Offerlane                | Mountmellick   |
| Aghmacart                           | 481   | Clarmallagh      | Aghmacart                | Abbeyleix      |
| Aghnacross                          | 397   | Cullenagh        | Dysartgallen             | Abbeyleix      |
| Aghnaharna (o Summerhill)           | 134   | Maryborough East | Borris                   | Mountmellick   |
| Aghnahily                           | 204   | Maryborough East | Dysartenos               | Mountmellick   |
| Aghnahily Bog                       | 49    | Maryborough East | Dysartenos               | Mountmellick   |
| Aghoney                             | 559   | Cullenagh        | Fossy or Timahoe         | Abbeyleix      |
| Aharney                             | 608   | Clarmallagh      | Aharney                  | Abbeyleix      |
| Akip                                | 302   | Clandonagh       | Rathdowney               | Donaghmore     |
| Altavilla                           | 37    | Upperwoods       | Offerlane                | Mountmellick   |
| Anatrim                             | 5     | Upperwoods       | Offerlane                | Mountmellick   |
| Annagh                              | 202   | Upperwoods       | Offerlane                | Mountmellick   |
| Anneville                           | 174   | Slievemargy      | Shrule                   | Carlow         |
| Anster                              | 40    | Clarmallagh      | Aghaboe                  | Abbeyleix      |
| Archerstown                         | 734   | Clarmallagh      | Aharney                  | Abbeyleix      |
| Ardateggle                          | 1.274 | Slievemargy      | Killeshin                | Carlow         |
| Ardlea                              | 157   | Maryborough West | Clonenagh and Clonagheen | Abbeyleix      |
| Ardough (o Huntspark)               | 647   | Slievemargy      | Killabban                | Carlow         |
| Ardvarney                           | 21    | Clandonagh       | Aghaboe                  | Donaghmore     |
| Arless                              | Town  | Slievemargy      | Killabban                | Carlow         |
| Ashbrook (o Aghamore)               | 22    | Tinnahinch       | Kilmanman                | Mountmellick   |
| Ashfield                            | 1.045 | Slievemargy      | Killabban                | Carlow         |
| Aughans                             | 55    | Tinnahinch       | Castlebrack              | Mountmellick   |
| Avoley                              | 320   | Tinnahinch       | Rosenallis               | Mountmellick   |
| Badgerhill                          | 166   | Upperwoods       | Offerlane                | Mountmellick   |
| Badgerisland                        | 94    | Upperwoods       | Offerlane                | Abbeyleix      |
| Baggottspark                        | 95    | Clarmallagh      | Abbeyleix                | Abbeyleix      |
| Ballagharahin                       | 662   | Clandonagh       | Rathdowney               | Donaghmore     |
| Ballaghlyragh (o Nealstown)         | 148   | Upperwoods       | Offerlane                | Mountmellick   |
| Ballaghmore                         | 172   | Stradbally       | Stradbally               | Athy           |
| Ballaghmore Lower                   | 1.061 | Clandonagh       | Kyle                     | Roscrea        |
| Ballaghmore Upper                   | 503   | Clandonagh       | Kyle                     | Roscrea        |
| Ballickmoyler                       | Town  | Slievemargy      | Killabban                | Carlow         |
| Ballickmoyler                       | 639   | Slievemargy      | Killabban                | Carlow         |
| Ballickmoyler Upper                 | 259   | Slievemargy      | Killabban                | Carlow         |
| Ballina                             | 179   | Maryborough East | Clonenagh and Clonagheen | Mountmellick   |
| Ballina                             | 43    | Upperwoods       | Offerlane                | Mountmellick   |
| Ballinaclogh Lower                  | 440   | Cullenagh        | Fossy or Timahoe         | Abbeyleix      |
| Ballinaclogh Upper                  | 418   | Cullenagh        | Fossy or Timahoe         | Abbeyleix      |
| Ballinakill                         | Town  | Cullenagh        | Dysartgallen             | Abbeyleix      |
| Ballinakill                         | 174   | Cullenagh        | Dysartgallen             | Abbeyleix      |
| Ballinfrase                         | 292   | Clarmallagh      | Erke                     | Donaghmore     |
| Ballinla                            | 337   | Clandonagh       | Kyle                     | Roscrea        |
| Ballinlough                         | 210   | Maryborough East | Kilteale                 | Mountmellick   |
| Ballinlough                         | 134   | Cullenagh        | Ballyroan                | Abbeyleix      |
| Ballinrahin                         | 204   | Slievemargy      | Killabban                | Carlow         |
| Ballinrally                         | 803   | Upperwoods       | Offerlane                | Mountmellick   |
| Ballinree                           | 142   | Ballyadams       | Tankardstown             | Athy           |
| Ballinriddery (o Knightstown)       | 279   | Portnahinch      | Ardea                    | Mountmellick   |
| Ballintaggart                       | 368   | Clandonagh       | Kyle                     | Donaghmore     |
| Ballintaggart                       | 87    | Portnahinch      | Ardea                    | Mountmellick   |
| Ballinteskin                        | 765   | Stradbally       | Timogue                  | Athy           |
| Ballintlea                          | 862   | Ballyadams       | Ballyadams               | Athy           |
| Ballintlea Lower                    | 335   | Cullenagh        | Fossy or Timahoe         | Abbeyleix      |
| Ballintlea Upper                    | 279   | Cullenagh        | Fossy or Timahoe         | Abbeyleix      |
| Ballintogher                        | 604   | Portnahinch      | Lea                      | Mountmellick   |
| Ballintubbert                       | 510   | Ballyadams       | Ballyadams               | Athy           |
| Ballyadams                          | 575   | Ballyadams       | Ballyadams               | Athy           |
| Ballyadding                         | 302   | Portnahinch      | Lea                      | Mountmellick   |
| Ballybeg                            | 127   | Ballyadams       | Tankardstown             | Athy           |
| Ballyboodin                         | 472   | Clarmallagh      | Aghmacart                | Abbeyleix      |
| Ballybrittas                        | Town  | Portnahinch      | Lea                      | Mountmellick   |
| Ballybrittas                        | 914   | Portnahinch      | Lea                      | Mountmellick   |
| Ballybrophy                         | 564   | Clandonagh       | Aghaboe                  | Donaghmore     |
| Ballybuggy                          | 537   | Clandonagh       | Rathdowney               | Donaghmore     |
| Ballycarnan                         | 832   | Maryborough East | Kilcolmanbane            | Mountmellick   |
| Ballycarroll                        | 777   | Maryborough East | Kilteale                 | Mountmellick   |
| Ballycarroll                        | 391   | Portnahinch      | Lea                      | Mountmellick   |
| Ballycleary                         | 323   | Upperwoods       | Offerlane                | Abbeyleix      |
| Ballyclider                         | 191   | Maryborough East | Straboe                  | Mountmellick   |
| Ballycolla                          | Town  | Clarmallagh      | Aghaboe                  | Abbeyleix      |
| Ballycolla                          | 373   | Clarmallagh      | Aghaboe                  | Abbeyleix      |
| Ballycolla                          | 52    | Clarmallagh      | Killermogh               | Abbeyleix      |
| Ballycolla Heath                    | 285   | Clarmallagh      | Killermogh               | Abbeyleix      |
| Ballycoolan                         | 722   | Stradbally       | Timogue                  | Athy           |
| Ballycoolid                         | 497   | Clandonagh       | Donaghmore               | Donaghmore     |
| Ballycorman                         | 213   | Ballyadams       | Killabban                | Athy           |
| Ballycormick                        | 199   | Maryborough West | Clonenagh and Clonagheen | Mountmellick   |
| Ballycrossal                        | 166   | Portnahinch      | Ardea                    | Mountmellick   |
| Ballycuddahy                        | 231   | Clarmallagh      | Aghaboe                  | Abbeyleix      |
| Ballycullenbeg                      | 599   | Portnahinch      | Ardea                    | Mountmellick   |
| Ballydavin                          | 102   | Clarmallagh      | Rathdowney               | Abbeyleix      |
| Ballydavis                          | 934   | Maryborough East | Straboe                  | Mountmellick   |
| Ballyduff                           | 509   | Clandonagh       | Kyle                     | Roscrea        |
| Ballyduff                           | 262   | Stradbally       | Moyanna                  | Mountmellick   |
| Ballyduff                           | 190   | Stradbally       | Curraclone               | Athy           |
| Ballyedmond                         | 197   | Clandonagh       | Erke                     | Donaghmore     |
| Ballyfarrell                        | 105   | Tinnahinch       | Kilmanman                | Mountmellick   |
| Ballyfin                            | 239   | Maryborough West | Clonenagh and Clonagheen | Mountmellick   |
| Ballyfin Demesne                    | 566   | Maryborough West | Clonenagh and Clonagheen | Mountmellick   |
| Ballyfin Upper                      | 1.757 | Maryborough West | Clonenagh and Clonagheen | Mountmellick   |
| Ballyfinnan                         | 237   | Slievemargy      | Killabban                | Carlow         |
| Ballyfoyle                          | 730   | Ballyadams       | Killabban                | Athy           |
| Ballygarvan Glebe                   | 298   | Clarmallagh      | Aghaboe                  | Abbeyleix      |
| Ballygauge Beg                      | 341   | Clarmallagh      | Killermogh               | Abbeyleix      |
| Ballygauge More                     | 319   | Clarmallagh      | Killermogh               | Abbeyleix      |
| Ballygeehin Lower                   | 523   | Clarmallagh      | Aghaboe                  | Abbeyleix      |
| Ballygeehin Upper                   | 402   | Clarmallagh      | Aghaboe                  | Abbeyleix      |
| Ballygillaheen                      | 246   | Tinnahinch       | Rearymore                | Mountmellick   |
| Ballyglass                          | 85    | Clandonagh       | Skirk                    | Donaghmore     |
| Ballyglishen                        | 158   | Cullenagh        | Ballyroan                | Abbeyleix      |
| Ballygormill North                  | 137   | Maryborough East | Fossy or Timahoe         | Abbeyleix      |
| Ballygormill South                  | 257   | Cullenagh        | Fossy or Timahoe         | Abbeyleix      |
| Ballygowdan                         | 84    | Clarmallagh      | Aghaboe                  | Abbeyleix      |
| Ballyharmon                         | 158   | Slievemargy      | Killeshin                | Carlow         |
| Ballyhegadon Glebe                  | 166   | Clandonagh       | Donaghmore               | Donaghmore     |
| Ballyheyland                        | 431   | Cullenagh        | Kilcolmanbane            | Abbeyleix      |
| Ballyheyland                        | 112   | Cullenagh        | Ballyroan                | Abbeyleix      |
| Ballyhide                           | 487   | Slievemargy      | Killeshin                | Carlow         |
| Ballyhinode                         | 93    | Clarmallagh      | Aghaboe                  | Donaghmore     |
| Ballyhorahan                        | 207   | Upperwoods       | Offerlane                | Mountmellick   |
| Ballyhuppahane                      | 1.203 | Tinnahinch       | Rosenallis               | Mountmellick   |
| Ballykealy                          | 768   | Clarmallagh      | Aghmacart                | Abbeyleix      |
| Ballykealy                          | 48    | Clarmallagh      | Aharney                  | Abbeyleix      |
| Ballykeevan                         | 81    | Clandonagh       | Aghaboe                  | Donaghmore     |
| Ballykenneen Lower                  | 329   | Tinnahinch       | Kilmanman                | Mountmellick   |
| Ballykenneen Upper                  | 261   | Tinnahinch       | Kilmanman                | Mountmellick   |
| Ballykilcavan                       | 296   | Stradbally       | Curraclone               | Athy           |
| Ballykillane                        | 447   | Portnahinch      | Coolbanagher             | Mountmellick   |
| Ballykillen                         | 160   | Slievemargy      | Killeshin                | Carlow         |
| Ballyking                           | 192   | Cullenagh        | Ballyroan                | Abbeyleix      |
| Ballyknockan                        | 558   | Maryborough East | Kilcolmanbane            | Mountmellick   |
| Ballylehane Lower                   | 812   | Ballyadams       | Killabban                | Carlow         |
| Ballylehane Upper                   | 832   | Ballyadams       | Killabban                | Carlow         |
| Ballylusk                           | 410   | Maryborough West | Clonenagh and Clonagheen | Mountmellick   |
| Ballylynan                          | Town  | Ballyadams       | Killabban                | Athy           |
| Ballylynan                          | 585   | Ballyadams       | Killabban                | Athy           |
| Ballymackan                         | 284   | Maryborough East | Straboe                  | Mountmellick   |
| Ballymacrory                        | 39    | Tinnahinch       | Rearymore                | Mountmellick   |
| Ballymaddock                        | 689   | Stradbally       | Kilteale                 | Athy           |
| Ballymaddock                        | 452   | Cullenagh        | Abbeyleix                | Abbeyleix      |
| Ballymanus                          | 549   | Stradbally       | Curraclone               | Athy           |
| Ballymeelish                        | 228   | Clandonagh       | Skirk                    | Donaghmore     |
| Ballymooney                         | 337   | Maryborough East | Straboe                  | Mountmellick   |
| Ballymorris                         | 904   | Portnahinch      | Lea                      | Mountmellick   |
| Ballymoyle                          | 175   | Tinnahinch       | Rosenallis               | Mountmellick   |
| Ballymullen                         | 1.003 | Cullenagh        | Abbeyleix                | Abbeyleix      |
| Ballymullen (Stubber)               | 75    | Clandonagh       | Rathdowney               | Donaghmore     |
| Ballymullen (Warrensford)           | 54    | Clandonagh       | Rathdowney               | Donaghmore     |
| Ballynafunshin                      | 64    | Clarmallagh      | Rosconnell               | Abbeyleix      |
| Ballynafunshin                      | 38    | Clarmallagh      | Attanagh                 | Abbeyleix      |
| Ballynagall                         | 717   | Slievemargy      | Killabban                | Carlow         |
| Ballynagarr                         | 257   | Ballyadams       | Killabban                | Athy           |
| Ballynahimmy                        | 498   | Tinnahinch       | Kilmanman                | Mountmellick   |
| Ballynahown                         | 369   | Tinnahinch       | Kilmanman                | Mountmellick   |
| Ballynakill                         | 688   | Slievemargy      | Killabban                | Carlow         |
| Ballynakill                         | 139   | Clandonagh       | Rathdowney               | Donaghmore     |
| Ballynakill                         | 130   | Tinnahinch       | Kilmanman                | Mountmellick   |
| Ballynalug                          | 1.327 | Tinnahinch       | Rearymore                | Mountmellick   |
| Ballynamuddagh                      | 444   | Maryborough West | Clonenagh and Clonagheen | Abbeyleix      |
| Ballynevin                          | 267   | Clarmallagh      | Aghmacart                | Abbeyleix      |
| Ballynowlan                         | 221   | Stradbally       | Moyanna                  | Athy           |
| Ballyowen                           | 99    | Clarmallagh      | Aghaboe                  | Abbeyleix      |
| Ballypickas Lower (o Bernardsgrove) | 207   | Cullenagh        | Ballyroan                | Abbeyleix      |
| Ballypickas Upper                   | 297   | Cullenagh        | Ballyroan                | Abbeyleix      |
| Ballyprior                          | 250   | Stradbally       | Timogue                  | Athy           |
| Ballyquaid Glebe                    | 203   | Clandonagh       | Skirk                    | Donaghmore     |
| Ballyreilly                         | 260   | Clandonagh       | Aghaboe                  | Donaghmore     |
| Ballyrider                          | 488   | Stradbally       | Moyanna                  | Athy           |
| Ballyroan                           | Town  | Cullenagh        | Ballyroan                | Abbeyleix      |
| Ballyroan                           | 1.335 | Cullenagh        | Ballyroan                | Abbeyleix      |
| Ballyroan                           | 167   | Maryborough East | Straboe                  | Mountmellick   |
| Ballyruin                           | 439   | Cullenagh        | Ballyroan                | Abbeyleix      |
| Ballyshaneduff (o The Derries)      | 618   | Portnahinch      | Lea                      | Mountmellick   |
| Ballytarsna                         | 667   | Upperwoods       | Offerlane                | Abbeyleix      |
| Ballytarsna                         | 465   | Cullenagh        | Abbeyleix                | Abbeyleix      |
| Ballytegan                          | 192   | Maryborough East | Borris                   | Mountmellick   |
| Ballyteigeduff (o Jamestown)        | 699   | Portnahinch      | Lea                      | Mountmellick   |
| Ballythomas                         | 217   | Stradbally       | Kilteale                 | Mountmellick   |
| Ballyvoghlaun (o Middlemount)       | 434   | Clarmallagh      | Coolkerry                | Donaghmore     |
| Barkmill                            | 250   | Maryborough West | Clonenagh and Clonagheen | Mountmellick   |
| Barnaboy                            | 265   | Clandonagh       | Kyle                     | Roscrea        |
| Barnadarrig                         | 310   | Maryborough West | Clonenagh and Clonagheen | Abbeyleix      |
| Barnasallagh                        | 146   | Clandonagh       | Aghaboe                  | Donaghmore     |
| Barny and Belady                    | 264   | Clandonagh       | Rathdowney               | Donaghmore     |
| Barrackquarter (o Ross)             | 160   | Clarmallagh      | Aghmacart                | Abbeyleix      |
| Barradoos                           | 415   | Tinnahinch       | Kilmanman                | Mountmellick   |
| Barrahill                           | 294   | Clandonagh       | Rathdowney               | Donaghmore     |
| Barrawinga                          | 188   | Clandonagh       | Rathdowney               | Donaghmore     |
| Barrowhouse                         | 616   | Ballyadams       | Tankardstown             | Athy           |
| Baunaghra                           | 1.045 | Clandonagh       | Erke                     | Donaghmore     |
| Baunbrack                           | 63    | Clarmallagh      | Aghaboe                  | Donaghmore     |
| Baunoge                             | 91    | Clarmallagh      | Aghaboe                  | Donaghmore     |
| Baunogemeely                        | 586   | Cullenagh        | Fossy or Timahoe         | Abbeyleix      |
| Baunreagh                           | 1.834 | Upperwoods       | Offerlane                | Mountmellick   |
| Baunree                             | 111   | Cullenagh        | Fossy or Timahoe         | Abbeyleix      |
| Baunree                             | 90    | Cullenagh        | Ballyroan                | Abbeyleix      |
| Bauteogue                           | 159   | Stradbally       | Dysartenos               | Athy           |
| Bawn                                | 338   | Stradbally       | Curraclone               | Athy           |
| Bawnaree                            | 178   | Maryborough West | Clonenagh and Clonagheen | Abbeyleix      |
| Bealady and Barny                   | 264   | Clandonagh       | Rathdowney               | Donaghmore     |
| Beckfield                           | 267   | Clandonagh       | Rathdowney               | Donaghmore     |
| Beckfield North                     | 5     | Clandonagh       | Bordwell                 | Donaghmore     |
| Beckfield South                     | 4     | Clandonagh       | Bordwell                 | Donaghmore     |
| Beladd                              | 118   | Maryborough East | Borris                   | Mountmellick   |
| Beladd                              | 109   | Maryborough East | Straboe                  | Mountmellick   |
| Belin                               | 257   | Portnahinch      | Lea                      | Mountmellick   |
| Bellair (o Cappanapinion)           | 83    | Tinnahinch       | Kilmanman                | Mountmellick   |
| Bellegrove                          | 702   | Portnahinch      | Lea                      | Mountmellick   |
| Bernardsgrove (o Ballypickas Lower) | 207   | Cullenagh        | Ballyroan                | Abbeyleix      |
| Bigbog                              | 206   | Stradbally       | Dysartenos               | Athy           |
| Binbawn                             | 108   | Stradbally       | Curraclone               | Athy           |
| Birchwood                           | 201   | Tinnahinch       | Rearymore                | Mountmellick   |
| Blackford                           | 278   | Stradbally       | Curraclone               | Athy           |
| Blackhills                          | 201   | Cullenagh        | Abbeyleix                | Abbeyleix      |
| Bockagh                             | 1.448 | Upperwoods       | Offerlane                | Mountmellick   |
| Boghlone                            | 306   | Maryborough East | Clonenagh and Clonagheen | Mountmellick   |
| Boherard                            | 491   | Clarmallagh      | Aghaboe                  | Abbeyleix      |
| Bohernaghty                         | 272   | Upperwoods       | Offerlane                | Abbeyleix      |
| Bohernasear                         | 89    | Slievemargy      | Killeshin                | Carlow         |
| Boley                               | 1.090 | Ballyadams       | Rathaspick               | Athy           |
| Boley                               | 804   | Cullenagh        | Abbeyleix                | Abbeyleix      |
| Boley Lower                         | 425   | Cullenagh        | Clonenagh and Clonagheen | Abbeyleix      |
| Boley Upper                         | 600   | Maryborough West | Clonenagh and Clonagheen | Abbeyleix      |
| Boleybawn                           | 603   | Cullenagh        | Dysartgallen             | Abbeyleix      |
| Boleybeg                            | 715   | Cullenagh        | Dysartgallen             | Abbeyleix      |
| Bolnagree                           | 92    | Portnahinch      | Lea                      | Mountmellick   |
| Bordowin                            | 439   | Upperwoods       | Offerlane                | Mountmellick   |
| Bordwell Big                        | 180   | Clarmallagh      | Bordwell                 | Donaghmore     |
| Bordwell Little                     | 80    | Clarmallagh      | Bordwell                 | Donaghmore     |
| Borraghaun                          | 178   | Clandonagh       | Rathsaran                | Donaghmore     |
| Borris Great                        | 529   | Maryborough East | Borris                   | Mountmellick   |
| Borris Little                       | 419   | Maryborough East | Borris                   | Mountmellick   |
| Borris-in-Ossory                    | Town  | Clandonagh       | Aghaboe                  | Donaghmore     |
| Boston                              | 33    | Upperwoods       | Offerlane                | Abbeyleix      |
| Boston (o Coolballyogan)            | 144   | Maryborough West | Abbeyleix                | Abbeyleix      |
| Boyle                               | 48    | Tinnahinch       | Rearymore                | Mountmellick   |
| Braccas                             | 97    | Clarmallagh      | Aghmacart                | Abbeyleix      |
| Bracklone                           | 303   | Portnahinch      | Lea                      | Mountmellick   |
| Brandra                             | 195   | Cullenagh        | Abbeyleix                | Abbeyleix      |
| Brennanshill                        | 196   | Stradbally       | Tullomoy                 | Athy           |
| Briscula                            | 68    | Maryborough West | Clonenagh and Clonagheen | Mountmellick   |
| Brisha                              | 828   | Upperwoods       | Offerlane                | Mountmellick   |
| Brittas                             | 492   | Tinnahinch       | Kilmanman                | Mountmellick   |
| Brittas                             | 327   | Portnahinch      | Ardea                    | Mountmellick   |
| Brocka                              | 53    | Clarmallagh      | Kildellig                | Donaghmore     |
| Brockagh                            | 620   | Tinnahinch       | Kilmanman                | Mountmellick   |
| Brockaghbeg                         | 95    | Tinnahinch       | Kilmanman                | Mountmellick   |
| Brockleypark                        | 277   | Stradbally       | Stradbally               | Athy           |
| Brockra                             | 844   | Maryborough West | Clonenagh and Clonagheen | Mountmellick   |
| Brockry                             | 78    | Clandonagh       | Rathdowney               | Donaghmore     |
| Brogherla Big                       | 170   | Tinnahinch       | Kilmanman                | Mountmellick   |
| Brogherla Little                    | 67    | Tinnahinch       | Kilmanman                | Mountmellick   |
| Bughorn                             | 182   | Upperwoods       | Offerlane                | Mountmellick   |
| Bunastick                           | 69    | Tinnahinch       | Kilmanman                | Mountmellick   |
| Bunlacken                           | 213   | Clarmallagh      | Aghmacart                | Abbeyleix      |
| Bushfield (o Maghernaskeagh)        | 258   | Clandonagh       | Aghaboe                  | Donaghmore     |
| Butterisland                        | 180   | Upperwoods       | Offerlane                | Abbeyleix      |
| Caher (Custodia)                    | 358   | Upperwoods       | Offerlane                | Abbeyleix      |
| Caher (Retrenched)                  | 446   | Upperwoods       | Offerlane                | Abbeyleix      |
| Camcloon                            | 535   | Maryborough West | Clonenagh and Clonagheen | Mountmellick   |
| Camira Glebe                        | 276   | Tinnahinch       | Rosenallis               | Mountmellick   |
| Camlcoon                            | 171   | Upperwoods       | Offerlane                | Abbeyleix      |
| Camphill                            | 232   | Upperwoods       | Offerlane                | Abbeyleix      |
| Camross                             | 384   | Upperwoods       | Offerlane                | Mountmellick   |
| Cannonswood                         | 262   | Clarmallagh      | Aghmacart                | Abbeyleix      |
| Capard                              | 2.548 | Tinnahinch       | Rosenallis               | Mountmellick   |
| Cappabeg                            | 299   | Tinnahinch       | Rosenallis               | Mountmellick   |
| Cappagh                             | 163   | Clandonagh       | Aghaboe                  | Donaghmore     |
| Cappagh North                       | 523   | Maryborough East | Clonenagh and Clonagheen | Mountmellick   |
| Cappagh South                       | 488   | Maryborough West | Clonenagh and Clonagheen | Mountmellick   |
| Cappaghnahoran (o Windsor)          | 269   | Upperwoods       | Offerlane                | Abbeyleix      |
| Cappakeel                           | 1.527 | Portnahinch      | Coolbanagher             | Mountmellick   |
| Cappalane                           | 193   | Tinnahinch       | Rosenallis               | Mountmellick   |
| Cappalinnan                         | 426   | Clandonagh       | Rathdowney               | Donaghmore     |
| Cappalough                          | 478   | Tinnahinch       | Castlebrack              | Mountmellick   |
| Cappaloughlin (o Clonard)           | 1.592 | Maryborough West | Clonenagh and Clonagheen | Abbeyleix      |
| Cappalug                            | 342   | Slievemargy      | Killeshin                | Carlow         |
| Cappanaboe                          | 177   | Slievemargy      | Killeshin                | Carlow         |
| Cappanacleare                       | 175   | Maryborough West | Clonenagh and Clonagheen | Mountmellick   |
| Cappanacloghy                       | 574   | Maryborough West | Clonenagh and Clonagheen | Abbeyleix      |
| Cappanafeacle                       | 260   | Ballyadams       | Ballyadams               | Athy           |
| Cappanagraigue                      | 86    | Tinnahinch       | Kilmanman                | Mountmellick   |
| Cappanamrogue                       | 179   | Slievemargy      | Killeshin                | Carlow         |
| Cappanapinion (o Bellair)           | 83    | Tinnahinch       | Kilmanman                | Mountmellick   |
| Cappanarrow                         | 385   | Upperwoods       | Offerlane                | Mountmellick   |
| Cappanashannagh                     | 263   | Cullenagh        | Dysartgallen             | Abbeyleix      |
| Cappaneary                          | 197   | Tinnahinch       | Rosenallis               | Mountmellick   |
| Cappanlug                           | 151   | Tinnahinch       | Castlebrack              | Mountmellick   |
| Cappanrush                          | 309   | Maryborough West | Clonenagh and Clonagheen | Mountmellick   |
| Capparogan                          | 70    | Tinnahinch       | Kilmanman                | Mountmellick   |
| Cappoley                            | 441   | Maryborough East | Kilcolmanbane            | Mountmellick   |
| Capponellan                         | 429   | Clarmallagh      | Durrow                   | Abbeyleix      |
| Cappusteen                          | 29    | Tinnahinch       | Kilmanman                | Mountmellick   |
| Cardtown                            | 531   | Upperwoods       | Offerlane                | Mountmellick   |
| Carn (o Curraghane)                 | 740   | Portnahinch      | Coolbanagher             | Mountmellick   |
| Carricksallagh                      | 62    | Stradbally       | Stradbally               | Athy           |
| Carrigeen                           | 186   | Stradbally       | Kilteale                 | Mountmellick   |
| Carrigeen                           | 110   | Stradbally       | Fossy or Timahoe         | Athy           |
| Carrowreagh                         | 293   | Clarmallagh      | Aghaboe                  | Donaghmore     |
| Carrowreagh                         | 209   | Upperwoods       | Offerlane                | Mountmellick   |
| Carrowreagh and Derreen             | 524   | Clarmallagh      | Aghmacart                | Abbeyleix      |
| Cashel                              | 884   | Cullenagh        | Ballyroan                | Abbeyleix      |
| Cashel                              | 234   | Upperwoods       | Offerlane                | Abbeyleix      |
| Castlebrack                         | 179   | Tinnahinch       | Castlebrack              | Mountmellick   |
| Castleconor                         | 212   | Upperwoods       | Offerlane                | Mountmellick   |
| Castlecuffe                         | 1.273 | Tinnahinch       | Kilmanman                | Mountmellick   |
| Castledurrow Demesne                | 829   | Clarmallagh      | Durrow                   | Abbeyleix      |
| Castlefleming (Giles)               | 380   | Clandonagh       | Rathdowney               | Donaghmore     |
| Castlefleming (Manly)               | 83    | Clandonagh       | Rathdowney               | Donaghmore     |
| Castlefleming (o Heath)             | 329   | Clandonagh       | Rathdowney               | Donaghmore     |
| Castlefleming (Stubber)             | 206   | Clandonagh       | Rathdowney               | Donaghmore     |
| Castlegrogan                        | 211   | Clandonagh       | Rathsaran                | Donaghmore     |
| Castlequarter                       | 187   | Clandonagh       | Skirk                    | Donaghmore     |
| Castlequarter                       | 133   | Clarmallagh      | Aghmacart                | Abbeyleix      |
| Castletown                          | Town  | Upperwoods       | Offerlane                | Abbeyleix      |
| Castletown                          | 370   | Clandonagh       | Donaghmore               | Donaghmore     |
| Castletown                          | 298   | Slievemargy      | Killabban                | Carlow         |
| Castletown                          | 186   | Clandonagh       | Kyle                     | Donaghmore     |
| Castletrench                        | 429   | Upperwoods       | Offerlane                | Abbeyleix      |
| Castleview                          | 67    | Clarmallagh      | Durrow                   | Abbeyleix      |
| Castlewood                          | 337   | Clarmallagh      | Durrow                   | Abbeyleix      |
| Cavansheath                         | 212   | Maryborough West | Clonenagh and Clonagheen | Mountmellick   |
| Chapelhill                          | 104   | Clarmallagh      | Bordwell                 | Abbeyleix      |
| Chapelhill                          | 3     | Clarmallagh      | Aghaboe                  | Abbeyleix      |
| Charleville (o Raheen)              | 219   | Clandonagh       | Kyle                     | Donaghmore     |
| Churchfield                         | 46    | Upperwoods       | Offerlane                | Abbeyleix      |
| Churchtown                          | 150   | Upperwoods       | Offerlane                | Abbeyleix      |
| Clanygowan                          | 1.276 | Maryborough West | Clonenagh and Clonagheen | Mountmellick   |
| Clarahill                           | 301   | Tinnahinch       | Rearymore                | Mountmellick   |
| Clarbarracum                        | 299   | Cullenagh        | Dysartgallen             | Abbeyleix      |
| Clash                               | 151   | Upperwoods       | Offerlane                | Mountmellick   |
| Clashboy                            | 163   | Cullenagh        | Fossy or Timahoe         | Abbeyleix      |
| Clashnamuck                         | 261   | Upperwoods       | Offerlane                | Abbeyleix      |
| Cleanagh                            | 203   | Cullenagh        | Dysartgallen             | Abbeyleix      |
| Cloghoge                            | 189   | Cullenagh        | Dysartgallen             | Abbeyleix      |
| Clogrenan                           | 788   | Slievemargy      | Cloydagh                 | Carlow         |
| Clogrenan                           | 81    | Slievemargy      | Killeshin                | Carlow         |
| Clonadacasey                        | 649   | Maryborough West | Clonenagh and Clonagheen | Abbeyleix      |
| Clonaddadoran                       | 1.893 | Maryborough West | Clonenagh and Clonagheen | Abbeyleix      |
| Clonageera                          | 110   | Clarmallagh      | Durrow                   | Abbeyleix      |
| Clonagh                             | 399   | Slievemargy      | Killabban                | Carlow         |
| Clonagh                             | 364   | Maryborough West | Clonenagh and Clonagheen | Mountmellick   |
| Clonagh                             | 44    | Tinnahinch       | Kilmanman                | Mountmellick   |
| Clonaghadoo                         | 240   | Tinnahinch       | Castlebrack              | Mountmellick   |
| Clonagooden                         | 316   | Clandonagh       | Skirk                    | Donaghmore     |
| Clonaheen                           | 614   | Tinnahinch       | Rosenallis               | Mountmellick   |
| Clonanny                            | 418   | Portnahinch      | Lea                      | Mountmellick   |
| Clonard (o Cappaloughlin)           | 1.592 | Maryborough West | Clonenagh and Clonagheen | Abbeyleix      |
| Clonaslee                           | Town  | Tinnahinch       | Kilmanman                | Mountmellick   |
| Clonaslee                           | 77    | Tinnahinch       | Kilmanman                | Mountmellick   |
| Clonawoolan                         | 103   | Maryborough West | Clonenagh and Clonagheen | Abbeyleix      |
| Clonbane                            | 207   | Maryborough West | Clonenagh and Clonagheen | Abbeyleix      |
| Clonbarrow                          | 186   | Maryborough West | Clonenagh and Clonagheen | Mountmellick   |
| Clonboyne                           | 747   | Maryborough East | Clonenagh and Clonagheen | Mountmellick   |
| Clonbrock                           | 914   | Slievemargy      | Killabban                | Carlow         |
| Clonburren                          | 37    | Clandonagh       | Donaghmore               | Donaghmore     |
| Clonburren (Moore)                  | 452   | Clandonagh       | Rathdowney               | Donaghmore     |
| Clonburren (White)                  | 204   | Clandonagh       | Rathdowney               | Donaghmore     |
| Cloncanon Lower                     | 259   | Tinnahinch       | Rosenallis               | Mountmellick   |
| Cloncanon Upper                     | 207   | Tinnahinch       | Rosenallis               | Mountmellick   |
| Cloncosney                          | 141   | Portnahinch      | Ardea                    | Mountmellick   |
| Cloncough                           | 246   | Maryborough West | Clonenagh and Clonagheen | Abbeyleix      |
| Cloncourse                          | 634   | Maryborough West | Clonenagh and Clonagheen | Mountmellick   |
| Cloncourse                          | 405   | Clandonagh       | Kyle                     | Roscrea        |
| Cloncullane                         | 397   | Cullenagh        | Ballyroan                | Abbeyleix      |
| Cloncullen                          | 280   | Maryborough West | Clonenagh and Clonagheen | Mountmellick   |
| Cloncully                           | 355   | Upperwoods       | Offerlane                | Mountmellick   |
| Clondarrig                          | 381   | Maryborough East | Clonenagh and Clonagheen | Mountmellick   |
| Clondoolagh                         | 33    | Stradbally       | Timogue                  | Athy           |
| Clondouglas                         | 119   | Maryborough West | Clonenagh and Clonagheen | Abbeyleix      |
| Clondouglas (o Clonkeen)            | 253   | Maryborough West | Clonenagh and Clonagheen | Abbeyleix      |
| Clonduff                            | 428   | Tinnahinch       | Rearymore                | Mountmellick   |
| Cloneeb                             | 215   | Clandonagh       | Rathdowney               | Donaghmore     |
| Cloneen (o Closeland)               | 401   | Portnahinch      | Lea                      | Mountmellick   |
| Clonehurk                           | 697   | Maryborough West | Clonenagh and Clonagheen | Mountmellick   |
| Clonenagh                           | 513   | Maryborough West | Clonenagh and Clonagheen | Mountmellick   |
| Clonfad                             | 229   | Upperwoods       | Offerlane                | Abbeyleix      |
| Clonin                              | 729   | Upperwoods       | Offerlane                | Mountmellick   |
| Clonincurragh                       | 749   | Upperwoods       | Offerlane                | Mountmellick   |
| Clonkeen                            | 1.173 | Maryborough West | Clonenagh and Clonagheen | Abbeyleix      |
| Clonkeen                            | 551   | Cullenagh        | Abbeyleix                | Abbeyleix      |
| Clonkeen (o Clondouglas)            | 253   | Maryborough West | Clonenagh and Clonagheen | Abbeyleix      |
| Clonlahy Corporation-land           | 41    | Clandonagh       | Skirk                    | Donaghmore     |
| Clonlyon                            | 533   | Tinnahinch       | Kilmanman                | Mountmellick   |
| Clonmeen North                      | 866   | Clandonagh       | Rathdowney               | Donaghmore     |
| Clonmeen South                      | 539   | Clandonagh       | Rathdowney               | Donaghmore     |
| Clonmeenwood                        | 116   | Clandonagh       | Rathdowney               | Donaghmore     |
| Clonminan                           | 156   | Maryborough East | Borris                   | Mountmellick   |
| Clonmore                            | 633   | Clandonagh       | Rathdowney               | Donaghmore     |
| Clonmore                            | 180   | Slievemargy      | Killeshin                | Carlow         |
| Clonoghil                           | 527   | Upperwoods       | Offerlane                | Mountmellick   |
| Clonoghil                           | 244   | Cullenagh        | Abbeyleix                | Abbeyleix      |
| Clononeen                           | 327   | Upperwoods       | Offerlane                | Donaghmore     |
| Clonoonagh                          | 346   | Clandonagh       | Kyle                     | Roscrea        |
| Clonpierce                          | 540   | Ballyadams       | Killabban                | Athy           |
| Clonreher                           | 567   | Maryborough East | Borris                   | Mountmellick   |
| Clonroosk                           | 122   | Maryborough East | Clonenagh and Clonagheen | Mountmellick   |
| Clonroosk Little                    | 111   | Maryborough East | Clonenagh and Clonagheen | Mountmellick   |
| Clonrud                             | 153   | Maryborough West | Clonenagh and Clonagheen | Abbeyleix      |
| Clonsoghey                          | 696   | Maryborough East | Borris                   | Mountmellick   |
| Clonterry                           | 393   | Portnahinch      | Ardea                    | Mountmellick   |
| Clontycoc                           | 244   | Cullenagh        | Ballyroan                | Abbeyleix      |
| Clontycoc                           | 202   | Cullenagh        | Dysartgallen             | Abbeyleix      |
| Clontyglass                         | 331   | Maryborough West | Clonenagh and Clonagheen | Mountmellick   |
| Clonybecan                          | 289   | Slievemargy      | Killabban                | Carlow         |
| Clonygark (o Rearyvalley)           | 582   | Tinnahinch       | Rearymore                | Mountmellick   |
| Cloonagh                            | 161   | Tinnahinch       | Rosenallis               | Mountmellick   |
| Cloonagh Beg                        | 200   | Tinnahinch       | Kilmanman                | Mountmellick   |
| Cloonagh More                       | 610   | Tinnahinch       | Kilmanman                | Mountmellick   |
| Cloonaloo                           | 198   | Slievemargy      | Killeshin                | Carlow         |
| Cloosecullen                        | 402   | Maryborough West | Clonenagh and Clonagheen | Abbeyleix      |
| Clopook                             | 342   | Stradbally       | Tullomoy                 | Athy           |
| Clorhaun                            | 209   | Clarmallagh      | Rosconnell               | Abbeyleix      |
| Closeland (o Cloneen)               | 401   | Portnahinch      | Lea                      | Mountmellick   |
| Coldmanscurragh                     | 58    | Upperwoods       | Offerlane                | Mountmellick   |
| Colt                                | 2.082 | Maryborough West | Clonenagh and Clonagheen | Abbeyleix      |
| Commons (o Laught)                  | 236   | Tinnahinch       | Castlebrack              | Mountmellick   |
| Cones                               | 1.293 | Tinnahinch       | Rearymore                | Mountmellick   |
| Controversyland (o Ullard)          | 223   | Portnahinch      | Lea                      | Mountmellick   |
| Cookesfield                         | 30    | Upperwoods       | Offerlane                | Abbeyleix      |
| Cool                                | 162   | Clarmallagh      | Killermogh               | Abbeyleix      |
| Coolaboghlan                        | 188   | Tinnahinch       | Kilmanman                | Mountmellick   |
| Coolacurragh                        | 263   | Clarmallagh      | Coolkerry                | Donaghmore     |
| Coolagh                             | 1.155 | Tinnahinch       | Kilmanman                | Mountmellick   |
| Coolagh                             | 264   | Portnahinch      | Coolbanagher             | Mountmellick   |
| Coolagh, Coolavoran & Derrymullen   | 972   | Tinnahinch       | Castlebrack              | Mountmellick   |
| Coolaghy and Coolnavarnogue         | 1.316 | Portnahinch      | Coolbanagher             | Mountmellick   |
| Coolanagh                           | 221   | Slievemargy      | Killabban                | Carlow         |
| Coolanowle                          | 253   | Slievemargy      | Killabban                | Carlow         |
| Coolavoran, Coolagh & Derrymullen   | 972   | Tinnahinch       | Castlebrack              | Mountmellick   |
| Coolbally                           | 434   | Clarmallagh      | Aghaboe                  | Donaghmore     |
| Coolballyogan (o Boston)            | 144   | Maryborough West | Abbeyleix                | Abbeyleix      |
| Coolbanagher                        | 947   | Portnahinch      | Coolbanagher             | Mountmellick   |
| Coolcorberry                        | 52    | Clarmallagh      | Durrow                   | Abbeyleix      |
| Coolcorberry                        | 15    | Clarmallagh      | Abbeyleix                | Abbeyleix      |
| Coolderry                           | 458   | Clarmallagh      | Killermogh               | Abbeyleix      |
| Coole                               | 360   | Upperwoods       | Offerlane                | Abbeyleix      |
| Coole                               | 225   | Maryborough West | Clonenagh and Clonagheen | Abbeyleix      |
| Coole (o Lisnagomman)               | 63    | Cullenagh        | Dysartgallen             | Abbeyleix      |
| Coolfin                             | 271   | Clarmallagh      | Bordwell                 | Donaghmore     |
| Coolfin                             | 56    | Clarmallagh      | Aghaboe                  | Abbeyleix      |
| Coolfin                             | 3     | Clandonagh       | Rathdowney               | Donaghmore     |
| Coolgarragh                         | 173   | Ballyadams       | Killabban                | Athy           |
| Coolglass                           | 412   | Stradbally       | Tullomoy                 | Athy           |
| Coolhenry                           | 149   | Slievemargy      | Killeshin                | Carlow         |
| Coolkerry                           | 480   | Clarmallagh      | Coolkerry                | Donaghmore     |
| Coolnabacky                         | 540   | Cullenagh        | Fossy or Timahoe         | Abbeyleix      |
| Coolnabanch                         | 134   | Tinnahinch       | Kilmanman                | Mountmellick   |
| Coolnabehy                          | 128   | Clarmallagh      | Durrow                   | Abbeyleix      |
| Coolnaboul East                     | 4     | Clandonagh       | Coolkerry                | Donaghmore     |
| Coolnaboul West                     | 159   | Clandonagh       | Rathdowney               | Donaghmore     |
| Coolnacarrick                       | 152   | Maryborough West | Dysartenos               | Mountmellick   |
| Coolnacartan                        | 415   | Maryborough West | Clonenagh and Clonagheen | Abbeyleix      |
| Coolnagour                          | 168   | Upperwoods       | Offerlane                | Mountmellick   |
| Coolnamona                          | 347   | Maryborough West | Clonenagh and Clonagheen | Mountmellick   |
| Coolnamony Lower                    | 36    | Tinnahinch       | Rearymore                | Mountmellick   |
| Coolnamony Upper                    | 562   | Tinnahinch       | Rearymore                | Mountmellick   |
| Coolnavarroge and Coolaghy          | 1.316 | Portnahinch      | Coolbanagher             | Mountmellick   |
| Coolowley (Mason)                   | 317   | Clandonagh       | Rathdowney               | Donaghmore     |
| Coolowley (Plott)                   | 278   | Clandonagh       | Rathdowney               | Donaghmore     |
| Coolrain                            | Town  | Upperwoods       | Offerlane                | Mountmellick   |
| Coolrain                            | 345   | Upperwoods       | Offerlane                | Mountmellick   |
| Coolrain                            | 133   | Slievemargy      | Killeshin                | Carlow         |
| Coolrain                            | 63    | Slievemargy      | Killabban                | Carlow         |
| Coolroe                             | 474   | Portnahinch      | Lea                      | Mountmellick   |
| Coolrusk                            | 137   | Stradbally       | Tullomoy                 | Athy           |
| Cooltedery                          | 764   | Portnahinch      | Lea                      | Mountmellick   |
| Cooltoran                           | 192   | Maryborough East | Borris                   | Mountmellick   |
| Coonbeg                             | 225   | Slievemargy      | Killabban                | Carlow         |
| Cooperhill Demesne                  | 466   | Slievemargy      | Killabban                | Carlow         |
| Coorlaghan                          | 398   | Slievemargy      | Killeshin                | Carlow         |
| Coornariska                         | 221   | Slievemargy      | Killeshin                | Carlow         |
| Corbally                            | 1.022 | Ballyadams       | Tecolm                   | Athy           |
| Corbally                            | 453   | Tinnahinch       | Rosenallis               | Mountmellick   |
| Corbally                            | 406   | Maryborough West | Clonenagh and Clonagheen | Abbeyleix      |
| Corbally                            | 114   | Tinnahinch       | Kilmanman                | Mountmellick   |
| Corporation Land 1st Div            | 7     | Clandonagh       | Skirk                    | Donaghmore     |
| Corporation Land 2nd Div            | 9     | Clandonagh       | Skirk                    | Donaghmore     |
| Corporation Land 3rd Div            | 16    | Clandonagh       | Skirk                    | Donaghmore     |
| Corraun                             | 752   | Clarmallagh      | Aghaboe                  | Donaghmore     |
| Correel                             | 213   | Stradbally       | Curraclone               | Athy           |
| Correel                             | 1     | Stradbally       | Moyanna                  | Athy           |
| Corrigeen                           | 299   | Upperwoods       | Offerlane                | Abbeyleix      |
| Cottagefarm                         | 199   | Portnahinch      | Coolbanagher             | Mountmellick   |
| Course                              | 264   | Clarmallagh      | Durrow                   | Abbeyleix      |
| Court                               | 149   | Clarmallagh      | Bordwell                 | Donaghmore     |
| Courtwood                           | 1.740 | Portnahinch      | Lea                      | Mountmellick   |
| Craigueavallagh                     | 303   | Clandonagh       | Rathsaran                | Donaghmore     |
| Craigueavoice                       | 393   | Clarmallagh      | Aghmacart                | Abbeyleix      |
| Crannagh                            | 477   | Ballyadams       | Ballyadams               | Athy           |
| Crannagh                            | 464   | Upperwoods       | Offerlane                | Mountmellick   |
| Creelagh                            | 108   | Clandonagh       | Rathdowney               | Donaghmore     |
| Cremorgan                           | 905   | Cullenagh        | Kilcolmanbrack           | Abbeyleix      |
| Crettyard                           | 204   | Slievemargy      | Killabban                | Carlow         |
| Crissard                            | 733   | Ballyadams       | Rathaspick               | Athy           |
| Cromoge                             | 363   | Maryborough West | Clonenagh and Clonagheen | Abbeyleix      |
| Cross                               | 209   | Clarmallagh      | Aghaboe                  | Donaghmore     |
| Crossfield                          | 42    | Upperwoods       | Offerlane                | Abbeyleix      |
| Crossneen                           | 520   | Slievemargy      | Killeshin                | Carlow         |
| Crubeen                             | 600   | Cullenagh        | Ballyroan                | Abbeyleix      |
| Cruell                              | 199   | Clarmallagh      | Aghaboe                  | Abbeyleix      |
| Cuddagh                             | 1.213 | Upperwoods       | Offerlane                | Abbeyleix      |
| Cuffsborough                        | 496   | Clarmallagh      | Aghaboe                  | Abbeyleix      |
| Cullahill Mountain                  | 570   | Clarmallagh      | Aghmacart                | Abbeyleix      |
| Cullenagh                           | 1.531 | Cullenagh        | Ballyroan                | Abbeyleix      |
| Cullenagh                           | 269   | Ballyadams       | Killabban                | Athy           |
| Cullenagh                           | 128   | Ballyadams       | Tankardstown             | Athy           |
| Cummer                              | 769   | Upperwoods       | Offerlane                | Mountmellick   |
| Curraclone                          | 24    | Stradbally       | Curraclone               | Athy           |
| Curragh                             | 190   | Clarmallagh      | Bordwell                 | Donaghmore     |
| Curragh                             | 185   | Slievemargy      | Killeshin                | Carlow         |
| Curraghacronacon                    | 131   | Cullenagh        | Abbeyleix                | Abbeyleix      |
| Curraghane (o Carn)                 | 740   | Portnahinch      | Coolbanagher             | Mountmellick   |
| Curraghmore                         | 325   | Clandonagh       | Skirk                    | Donaghmore     |
| Curraghnadeige                      | 57    | Tinnahinch       | Kilmanman                | Mountmellick   |
| Curriersbog                         | 73    | Maryborough East | Borris                   | Mountmellick   |
| Cush Lower                          | 397   | Tinnahinch       | Kilmanman                | Mountmellick   |
| Cush Upper                          | 242   | Tinnahinch       | Kilmanman                | Mountmellick   |
| Dairyhill                           | 426   | Clarmallagh      | Aghaboe                  | Abbeyleix      |
| Danganroe                           | 170   | Upperwoods       | Offerlane                | Abbeyleix      |
| Dangans                             | 439   | Portnahinch      | Ardea                    | Mountmellick   |
| Debicot                             | 126   | Portnahinch      | Ardea                    | Mountmellick   |
| Deerpark                            | 741   | Maryborough West | Clonenagh and Clonagheen | Mountmellick   |
| Deerpark                            | 667   | Upperwoods       | Offerlane                | Mountmellick   |
| Delligabaun                         | 166   | Clarmallagh      | Aghaboe                  | Donaghmore     |
| Derinduff                           | 54    | Upperwoods       | Offerlane                | Mountmellick   |
| Dernacart                           | 154   | Tinnahinch       | Castlebrack              | Mountmellick   |
| Dernamanagh                         | 117   | Upperwoods       | Offerlane                | Mountmellick   |
| Derraugh                            | 329   | Maryborough West | Clonenagh and Clonagheen | Mountmellick   |
| Derreen (o Mullaghanard)            | 188   | Tinnahinch       | Rosenallis               | Mountmellick   |
| Derreen and Carrowreagh             | 524   | Clarmallagh      | Aghmacart                | Abbeyleix      |
| Derries                             | 618   | Portnahinch      | Lea                      | Mountmellick   |
| Derries (The) (o Ballyshanduff)     | 618   | Portnahinch      | Lea                      | Mountmellick   |
| Derrin                              | 485   | Clandonagh       | Aghaboe                  | Donaghmore     |
| Derrinoliver                        | 75    | Clandonagh       | Aghaboe                  | Donaghmore     |
| Derrinsallagh                       | 424   | Clandonagh       | Aghaboe                  | Donaghmore     |
| Derrintray Glebe                    | 284   | Tinnahinch       | Kilmanman                | Mountmellick   |
| Derry                               | 638   | Tinnahinch       | Rearymore                | Mountmellick   |
| Derry                               | 326   | Tinnahinch       | Kilmanman                | Mountmellick   |
| Derry                               | 286   | Maryborough East | Straboe                  | Mountmellick   |
| Derry                               | 140   | Maryborough East | Dysartenos               | Mountmellick   |
| Derry Beg                           | 140   | Maryborough West | Clonenagh and Clonagheen | Mountmellick   |
| Derry More                          | 152   | Maryborough West | Clonenagh and Clonagheen | Mountmellick   |
| Derryarrow                          | 184   | Upperwoods       | Offerlane                | Abbeyleix      |
| Derrybrock                          | 141   | Stradbally       | Moyanna                  | Athy           |
| Derrycanton                         | 364   | Upperwoods       | Offerlane                | Mountmellick   |
| Derrycarrow                         | 522   | Upperwoods       | Offerlane                | Mountmellick   |
| Derrycloney                         | 625   | Portnahinch      | Ardea                    | Mountmellick   |
| Derrycon                            | 393   | Upperwoods       | Offerlane                | Mountmellick   |
| Derrydavy                           | 250   | Portnahinch      | Ardea                    | Mountmellick   |
| Derryduff                           | 348   | Upperwoods       | Offerlane                | Mountmellick   |
| Derryfore                           | 269   | Cullenagh        | Ballyroan                | Abbeyleix      |
| Derrygarran                         | 358   | Maryborough East | Straboe                  | Mountmellick   |
| Derrygile                           | 795   | Portnahinch      | Ardea                    | Mountmellick   |
| Derryhay                            | 42    | Upperwoods       | Offerlane                | Mountmellick   |
| Derrykearn                          | 1.044 | Maryborough West | Clonenagh and Clonagheen | Abbeyleix      |
| Derrylahan                          | 313   | Upperwoods       | Offerlane                | Mountmellick   |
| Derrylahan                          | 196   | Cullenagh        | Abbeyleix                | Abbeyleix      |
| Derrylemoge                         | 583   | Tinnahinch       | Rosenallis               | Mountmellick   |
| Derrylinneen                        | 55    | Tinnahinch       | Kilmanman                | Mountmellick   |
| Derrylusk                           | 339   | Maryborough West | Clonenagh and Clonagheen | Mountmellick   |
| Derrymoyle                          | 141   | Slievemargy      | Killeshin                | Carlow         |
| Derrymullen (o Coolagh)             | 972   | Tinnahinch       | Castlebrack              | Mountmellick   |
| Derrymullen (o Coolavoran)          | 972   | Tinnahinch       | Castlebrack              | Mountmellick   |
| Derrynafunshion                     | 210   | Portnahinch      | Lea                      | Mountmellick   |
| Derrynaseera                        | 682   | Upperwoods       | Offerlane                | Mountmellick   |
| Derryroe                            | 58    | Maryborough West | Clonenagh and Clonagheen | Abbeyleix      |
| Derrytrasna                         | 199   | Stradbally       | Fossy or Timahoe         | Athy           |
| Derryvorrigan                       | 238   | Clandonagh       | Aghaboe                  | Donaghmore     |
| Donaghmore                          | Town  | Clandonagh       | Rathdowney               | Donaghmore     |
| Donaghmore                          | Town  | Clandonagh       | Donaghmore               | Donaghmore     |
| Donaghmore                          | 191   | Clandonagh       | Donaghmore               | Donaghmore     |
| Donaghmore                          | 172   | Clandonagh       | Rathdowney               | Donaghmore     |
| Donore                              | 110   | Upperwoods       | Offerlane                | Abbeyleix      |
| Dooary                              | 977   | Cullenagh        | Ballyroan                | Abbeyleix      |
| Doolough                            | 206   | Portnahinch      | Lea                      | Mountmellick   |
| Doon                                | 539   | Maryborough West | Clonenagh and Clonagheen | Abbeyleix      |
| Doon                                | 315   | Clandonagh       | Aghaboe                  | Donaghmore     |
| Doonane                             | 1.685 | Slievemargy      | Rathaspick               | Carlow         |
| Downs                               | 71    | Maryborough East | Borris                   | Mountmellick   |
| Drim                                | 572   | Upperwoods       | Offerlane                | Mountmellick   |
| Drimaterril                         | 330   | Cullenagh        | Dysartgallen             | Abbeyleix      |
| Drimhill (o Quarryfarm)             | 71    | Upperwoods       | Offerlane                | Mountmellick   |
| Drimmo                              | 142   | Upperwoods       | Offerlane                | Mountmellick   |
| Drinagh                             | 178   | Tinnahinch       | Rosenallis               | Mountmellick   |
| Droughill                           | 286   | Portnahinch      | Lea                      | Mountmellick   |
| Drumagh                             | 384   | Slievemargy      | Killabban                | Carlow         |
| Drumashellig                        | 324   | Cullenagh        | Ballyroan                | Abbeyleix      |
| Drummond                            | 922   | Tinnahinch       | Rearymore                | Mountmellick   |
| Drumnabehy                          | 267   | Tinnahinch       | Rearymore                | Mountmellick   |
| Drumneen                            | 395   | Stradbally       | Ballyadams               | Athy           |
| Drumroe                             | 170   | Ballyadams       | Ballyadams               | Athy           |
| Dunacleggan                         | 126   | Clandonagh       | Rathdowney               | Donaghmore     |
| Dunamase (o Park)                   | 338   | Maryborough East | Dysartenos               | Mountmellick   |
| Dunbrin Lower                       | 186   | Ballyadams       | Ballyadams               | Athy           |
| Dunbrin Upper                       | 167   | Ballyadams       | Ballyadams               | Athy           |
| Dunmore                             | 446   | Clarmallagh      | Durrow                   | Abbeyleix      |
| Dunmore                             | 286   | Clarmallagh      | Abbeyleix                | Abbeyleix      |
| Durrow                              | Town  | Clarmallagh      | Durrow                   | Abbeyleix      |
| Durrow Townparks                    | 721   | Clarmallagh      | Durrow                   | Abbeyleix      |
| Dysart                              | 773   | Maryborough East | Dysartenos               | Mountmellick   |
| Dysartbeagh                         | 438   | Maryborough West | Clonenagh and Clonagheen | Mountmellick   |
| Eglish                              | 118   | Clandonagh       | Rathsaran                | Donaghmore     |
| Elderfield                          | 40    | Upperwoods       | Offerlane                | Abbeyleix      |
| Emo Park                            | 1.945 | Portnahinch      | Coolbanagher             | Mountmellick   |
| Errill                              | 390   | Clandonagh       | Rathdowney               | Donaghmore     |
| Erris (o Skirk Glebe)               | 105   | Clandonagh       | Skirk                    | Donaghmore     |
| Esker                               | 368   | Cullenagh        | Fossy or Timahoe         | Abbeyleix      |
| Esker                               | 272   | Maryborough West | Clonenagh and Clonagheen | Mountmellick   |
| Eyne                                | 692   | Maryborough East | Straboe                  | Mountmellick   |
| Fallaghmore                         | 229   | Ballyadams       | Ballyadams               | Athy           |
| Fallowbeg Lower                     | 292   | Stradbally       | Tullomoy                 | Athy           |
| Fallowbeg Middle                    | 117   | Stradbally       | Tullomoy                 | Athy           |
| Fallowbeg Upper                     | 411   | Stradbally       | Tullomoy                 | Athy           |
| Farnans                             | 1.596 | Slievemargy      | Killabban                | Carlow         |
| Farraneglish Glebe                  | 177   | Clarmallagh      | Aghaboe                  | Abbeyleix      |
| Farranville                         | 108   | Clandonagh       | Bordwell                 | Donaghmore     |
| Fatharnagh                          | 134   | Maryborough West | Clonenagh and Clonagheen | Abbeyleix      |
| Fearagh                             | 81    | Clarmallagh      | Aghaboe                  | Abbeyleix      |
| Fermoyle                            | 198   | Clarmallagh      | Rosconnell               | Abbeyleix      |
| Fermoyle                            | 131   | Clarmallagh      | Durrow                   | Abbeyleix      |
| Fernyhill                           | 86    | Stradbally       | Tullomoy                 | Athy           |
| Fisherstown                         | 504   | Portnahinch      | Lea                      | Mountmellick   |
| Forest                              | 184   | Maryborough West | Clonenagh and Clonagheen | Abbeyleix      |
| Forest Lower                        | 856   | Tinnahinch       | Castlebrack              | Mountmellick   |
| Forest Upper                        | 1.274 | Tinnahinch       | Castlebrack              | Mountmellick   |
| Forgeland                           | 151   | Maryborough West | Clonenagh and Clonagheen | Mountmellick   |
| Fossy Lower                         | 245   | Cullenagh        | Fossy or Timahoe         | Abbeyleix      |
| Fossy Upper                         | 933   | Cullenagh        | Fossy or Timahoe         | Abbeyleix      |
| Foxburrow                           | 161   | Maryborough West | Clonenagh and Clonagheen | Abbeyleix      |
| Friarsland                          | 144   | Clarmallagh      | Aghaboe                  | Donaghmore     |
| Galesquarter                        | 203   | Clarmallagh      | Aghmacart                | Abbeyleix      |
| Garrafin                            | 296   | Upperwoods       | Offerlane                | Mountmellick   |
| Garragh (o Woodland)                | 209   | Slievemargy      | Killabban                | Carlow         |
| Garranbaun                          | 1.238 | Upperwoods       | Offerlane                | Mountmellick   |
| Garranmaconly                       | 789   | Clandonagh       | Skirk                    | Donaghmore     |
| Garranmaconly                       | 298   | Clandonagh       | Rathdowney               | Donaghmore     |
| Garrans                             | 469   | Stradbally       | Curraclone               | Athy           |
| Garrendenny                         | 620   | Slievemargy      | Killabban                | Carlow         |
| Garrintaggart                       | 289   | Cullenagh        | Dysartgallen             | Abbeyleix      |
| Garrison                            | 85    | Clandonagh       | Rathdowney               | Donaghmore     |
| Garroon (o Summergrove)             | 239   | Tinnahinch       | Rosenallis               | Mountmellick   |
| Garroonagh                          | 130   | Ballyadams       | Ballyadams               | Athy           |
| Garrough                            | 151   | Slievemargy      | Killeshin                | Carlow         |
| Garryduff                           | 815   | Clandonagh       | Rathdowney               | Donaghmore     |
| Garryduff                           | 295   | Clarmallagh      | Aghaboe                  | Donaghmore     |
| Garryduff                           | 143   | Clarmallagh      | Kildellig                | Donaghmore     |
| Garryduff                           | 26    | Stradbally       | Killenny                 | Mountmellick   |
| Garryglass                          | 1.210 | Cullenagh        | Fossy or Timahoe         | Abbeyleix      |
| Garryhedder                         | 611   | Tinnahinch       | Kilmanman                | Mountmellick   |
| Garrymaddock                        | 382   | Stradbally       | Moyanna                  | Athy           |
| Garrymore                           | 1.198 | Tinnahinch       | Castlebrack              | Mountmellick   |
| Garryniska                          | 44    | Clarmallagh      | Bordwell                 | Donaghmore     |
| Garryvacum                          | 417   | Portnahinch      | Lea                      | Mountmellick   |
| Gash                                | 182   | Upperwoods       | Offerlane                | Abbeyleix      |
| Glasha                              | 154   | Clandonagh       | Rathdowney               | Donaghmore     |
| Glebe                               | 421   | Upperwoods       | Offerlane                | Mountmellick   |
| Glebe                               | 165   | Tinnahinch       | Rearymore                | Mountmellick   |
| Glebe                               | 71    | Clarmallagh      | Attanagh                 | Abbeyleix      |
| Glebe                               | 49    | Cullenagh        | Dysartgallen             | Abbeyleix      |
| Glebe                               | 31    | Clarmallagh      | Durrow                   | Abbeyleix      |
| Glebe                               | 27    | Tinnahinch       | Kilmanman                | Mountmellick   |
| Glenall                             | 357   | Upperwoods       | Offerlane                | Mountmellick   |
| Glenamoon                           | 311   | Upperwoods       | Offerlane                | Mountmellick   |
| Glenbarrow                          | 347   | Tinnahinch       | Rearymore                | Mountmellick   |
| Glenbower                           | 389   | Upperwoods       | Offerlane                | Mountmellick   |
| Glenconra                           | 838   | Upperwoods       | Offerlane                | Mountmellick   |
| Glendine                            | 819   | Upperwoods       | Offerlane                | Mountmellick   |
| Glendine                            | 751   | Tinnahinch       | Kilmanman                | Mountmellick   |
| Glendineoregan                      | 858   | Tinnahinch       | Rearymore                | Mountmellick   |
| Glenkeen Lower                      | 228   | Tinnahinch       | Kilmanman                | Mountmellick   |
| Glenkeen Upper                      | 1.331 | Tinnahinch       | Kilmanman                | Mountmellick   |
| Glenkitt                            | 706   | Upperwoods       | Offerlane                | Mountmellick   |
| Glenmacolla & Scrub                 | 391   | Clarmallagh      | Aghmacart                | Abbeyleix      |
| Glennaglass                         | 229   | Upperwoods       | Offerlane                | Mountmellick   |
| Gorragh Lower                       | 234   | Tinnahinch       | Kilmanman                | Mountmellick   |
| Gorragh Upper                       | 568   | Tinnahinch       | Kilmanman                | Mountmellick   |
| Gorreelagh                          | 171   | Stradbally       | Tullomoy                 | Athy           |
| Gortahile                           | 869   | Slievemargy      | Killabban                | Carlow         |
| Gortavoata                          | 3     | Upperwoods       | Offerlane                | Abbeyleix      |
| Gorteen                             | 435   | Clarmallagh      | Aghmacart                | Abbeyleix      |
| Gorteen                             | 410   | Tinnahinch       | Rosenallis               | Mountmellick   |
| Gorteen                             | 321   | Maryborough West | Clonenagh and Clonagheen | Mountmellick   |
| Gorteen                             | 43    | Maryborough East | Borris                   | Mountmellick   |
| Gorteennahilla                      | 432   | Clarmallagh      | Glashare                 | Abbeyleix      |
| Gorteennameale                      | 1.610 | Upperwoods       | Offerlane                | Mountmellick   |
| Gortlusky                           | 198   | Upperwoods       | Offerlane                | Mountmellick   |
| Gortnaclea                          | 372   | Clarmallagh      | Aghaboe                  | Abbeyleix      |
| Gortnaglogh                         | 103   | Upperwoods       | Offerlane                | Mountmellick   |
| Gortnagroagh                        | 61    | Clarmallagh      | Aghaboe                  | Abbeyleix      |
| Gortnalee                           | 399   | Clandonagh       | Donaghmore               | Donaghmore     |
| Gossbrook                           | 55    | Upperwoods       | Offerlane                | Mountmellick   |
| Gracefield                          | 74    | Ballyadams       | Rathaspick               | Athy           |
| Graceswood                          | 180   | Clarmallagh      | Abbeyleix                | Abbeyleix      |
| Graigavern                          | 185   | Portnahinch      | Lea                      | Mountmellick   |
| Graigue                             | Town  | Slievemargy      | Killeshin                | Carlow         |
| Graigue                             | 646   | Tinnahinch       | Rosenallis               | Mountmellick   |
| Graigue                             | 622   | Slievemargy      | Killeshin                | Carlow         |
| Graigue                             | 309   | Cullenagh        | Dysartgallen             | Abbeyleix      |
| Graigue                             | 167   | Ballyadams       | Tankardstown             | Athy           |
| Graigue                             | 39    | Tinnahinch       | Kilmanman                | Mountmellick   |
| Graigueadrisly                      | 815   | Clandonagh       | Erke                     | Donaghmore     |
| Graigueafulla                       | 975   | Tinnahinch       | Kilmanman                | Mountmellick   |
| Graigueagarran                      | 313   | Clarmallagh      | Erke                     | Donaghmore     |
| Graigueanossy                       | 182   | Clarmallagh      | Coolkerry                | Abbeyleix      |
| Graigueard                          | 397   | Clarmallagh      | Erke                     | Donaghmore     |
| Graigueavallagh                     | 134   | Clandonagh       | Rathdowney               | Donaghmore     |
| Graiguenahown                       | 1.061 | Cullenagh        | Dysartgallen             | Abbeyleix      |
| Graiguenasmuttan                    | 845   | Cullenagh        | Dysartgallen             | Abbeyleix      |
| Granafallow                         | 170   | Cullenagh        | Abbeyleix                | Abbeyleix      |
| Grange                              | 863   | Ballyadams       | Monksgrange              | Athy           |
| Grange                              | 321   | Tinnahinch       | Castlebrack              | Mountmellick   |
| Grange Beg                          | 250   | Clandonagh       | Aghaboe                  | Donaghmore     |
| Grange Lower                        | 225   | Stradbally       | Dysartenos               | Athy           |
| Grange More                         | 468   | Clandonagh       | Aghaboe                  | Donaghmore     |
| Grange Upper                        | 417   | Stradbally       | Dysartenos               | Athy           |
| Grantstown                          | 472   | Clarmallagh      | Bordwell                 | Donaghmore     |
| Grantstown                          | 23    | Clarmallagh      | Aghaboe                  | Donaghmore     |
| Greatheath                          | 274   | Maryborough East | Kilteale                 | Mountmellick   |
| Greatheath                          | 150   | Portnahinch      | Coolbanagher             | Mountmellick   |
| Grenan                              | 519   | Clarmallagh      | Attanagh                 | Abbeyleix      |
| Grenan                              | 494   | Clarmallagh      | Durrow                   | Abbeyleix      |
| Grenan                              | 139   | Clarmallagh      | Rosconnell               | Abbeyleix      |
| Grogan                              | 156   | Clandonagh       | Rathsaran                | Donaghmore     |
| Guileen                             | 365   | Stradbally       | Tullomoy                 | Athy           |
| Guileen                             | 36    | Stradbally       | Timogue                  | Athy           |
| Gurraun                             | 240   | Clarmallagh      | Rosconnell               | Abbeyleix      |
| Gurteen                             | 303   | Slievemargy      | Killabban                | Carlow         |
| Harristown                          | 478   | Clandonagh       | Rathdowney               | Donaghmore     |
| Harristown                          | 180   | Slievemargy      | Killeshin                | Carlow         |
| Haywood Demesne                     | 304   | Cullenagh        | Dysartgallen             | Abbeyleix      |
| Heath (o Castlefleming)             | 329   | Clandonagh       | Rathdowney               | Donaghmore     |
| Heathlodge                          | 182   | Maryborough East | Kilteale                 | Mountmellick   |
| Hollymount                          | 380   | Slievemargy      | Shrule                   | Carlow         |
| Hollymount                          | 47    | Slievemargy      | Killabban                | Carlow         |
| Hophall                             | 325   | Maryborough East | Dysartenos               | Mountmellick   |
| Huntspark (o Ardough)               | 647   | Slievemargy      | Killabban                | Carlow         |
| Inch                                | 397   | Stradbally       | Curraclone               | Athy           |
| Inch                                | 198   | Ballyadams       | Rathaspick               | Athy           |
| Inchacooly                          | 1.271 | Portnahinch      | Lea                      | Mountmellick   |
| Inchanisky                          | 271   | Upperwoods       | Offerlane                | Mountmellick   |
| Ironmills (o Kilrush)               | 1.548 | Cullenagh        | Abbeyleix                | Abbeyleix      |
| Iry                                 | 1.137 | Maryborough West | Clonenagh and Clonagheen | Mountmellick   |
| Island                              | 430   | Upperwoods       | Offerlane                | Mountmellick   |
| Island                              | 145   | Cullenagh        | Abbeyleix                | Abbeyleix      |
| Jamestown (o Ballyteigeduff)        | 699   | Portnahinch      | Lea                      | Mountmellick   |
| Johnsborough                        | 443   | Upperwoods       | Offerlane                | Mountmellick   |
| Johnstown Glebe                     | 435   | Clandonagh       | Rathdowney               | Donaghmore     |
| Keelagh                             | 267   | Cullenagh        | Dysartgallen             | Abbeyleix      |
| Keeloge                             | 495   | Slievemargy      | Killeshin                | Carlow         |
| Keeloge North                       | 400   | Upperwoods       | Offerlane                | Mountmellick   |
| Keeloge South                       | 221   | Upperwoods       | Offerlane                | Donaghmore     |
| Keelough Glebe                      | 220   | Clarmallagh      | Aghaboe                  | Donaghmore     |
| Kellystown                          | 194   | Ballyadams       | Rathaspick               | Athy           |
| Kellyville                          | 409   | Ballyadams       | Ballyadams               | Athy           |
| Kilbeg                              | 182   | Clandonagh       | Aghaboe                  | Donaghmore     |
| Kilbrackan                          | 256   | Portnahinch      | Lea                      | Mountmellick   |
| Kilbreedy                           | 421   | Clarmallagh      | Bordwell                 | Donaghmore     |
| Kilbrickan                          | 161   | Upperwoods       | Offerlane                | Abbeyleix      |
| Kilbride                            | 625   | Portnahinch      | Lea                      | Mountmellick   |
| Kilcavan                            | 561   | Tinnahinch       | Castlebrack              | Mountmellick   |
| Kilcoke                             | 639   | Clandonagh       | Rathdowney               | Donaghmore     |
| Kilcolmanbane                       | 401   | Maryborough East | Kilcolmanbane            | Mountmellick   |
| Kilcoran                            | 298   | Clandonagh       | Rathdowney               | Donaghmore     |
| Kilcotton                           | 382   | Clandonagh       | Aghaboe                  | Donaghmore     |
| Kilcronan                           | 170   | Cullenagh        | Dysartgallen             | Abbeyleix      |
| Kilcruise                           | 656   | Slievemargy      | Killabban                | Carlow         |
| Kildellig                           | 1.054 | Clarmallagh      | Kildellig                | Donaghmore     |
| Kildellig                           | 51    | Clarmallagh      | Aghaboe                  | Donaghmore     |
| Kildrinagh                          | 69    | Upperwoods       | Offerlane                | Abbeyleix      |
| Kilfeacle                           | 231   | Ballyadams       | Rathaspick               | Athy           |
| Kilgory                             | 363   | Slievemargy      | Killabban                | Carlow         |
| Killabban                           | 673   | Ballyadams       | Killabban                | Athy           |
| Killadooley                         | 357   | Clandonagh       | Donaghmore               | Donaghmore     |
| Killadooley                         | 222   | Clandonagh       | Skirk                    | Donaghmore     |
| Killaglish                          | 280   | Portnahinch      | Lea                      | Mountmellick   |
| Killalooghan                        | 198   | Stradbally       | Dysartenos               | Athy           |
| Killamuck                           | 195   | Cullenagh        | Abbeyleix                | Abbeyleix      |
| Killasmeestia                       | 199   | Clandonagh       | Skirk                    | Donaghmore     |
| Killavally                          | 172   | Stradbally       | Dysartenos               | Athy           |
| Killeany                            | 1.232 | Maryborough West | Clonenagh and Clonagheen | Abbeyleix      |
| Killeen                             | 442   | Ballyadams       | Killabban                | Athy           |
| Killeen                             | 232   | Stradbally       | Moyanna                  | Mountmellick   |
| Killeen                             | 231   | Upperwoods       | Offerlane                | Mountmellick   |
| Killeen (o Killeenlynagh)           | 480   | Portnahinch      | Ardea                    | Mountmellick   |
| Killeen (o Killeenlynagh)           | 149   | Maryborough East | Straboe                  | Mountmellick   |
| Killeenlynagh (o Killeen)           | 149   | Maryborough East | Straboe                  | Mountmellick   |
| Killeenlynagh (o Killen)            | 480   | Portnahinch      | Ardea                    | Mountmellick   |
| Killenny                            | 288   | Stradbally       | Killenny                 | Mountmellick   |
| Killenny                            | 112   | Slievemargy      | Killabban                | Carlow         |
| Killenny Beg (o Knocknagrally)      | 130   | Clarmallagh      | Aghmacart                | Abbeyleix      |
| Killenny More (o Toberboe)          | 621   | Clarmallagh      | Aghmacart                | Abbeyleix      |
| Killermogh                          | 266   | Clarmallagh      | Killermogh               | Abbeyleix      |
| Killeshin                           | 715   | Slievemargy      | Killeshin                | Carlow         |
| Killimy                             | 380   | Portnahinch      | Coolbanagher             | Mountmellick   |
| Killinaparson                       | 819   | Tinnahinch       | Kilmanman                | Mountmellick   |
| Killinure                           | 539   | Upperwoods       | Offerlane                | Mountmellick   |
| Killinure                           | 318   | Portnahinch      | Lea                      | Mountmellick   |
| Killone                             | 630   | Stradbally       | Killenny                 | Mountmellick   |
| Killyganard                         | 297   | Ballyadams       | Ballyadams               | Athy           |
| Kilmainham                          | 468   | Portnahinch      | Ardea                    | Mountmellick   |
| Kilmanman                           | 177   | Tinnahinch       | Kilmanman                | Mountmellick   |
| Kilmartin                           | 666   | Clandonagh       | Kyle                     | Donaghmore     |
| Kilmilan                            | 73    | Clandonagh       | Rathdowney               | Donaghmore     |
| Kilminchy                           | 382   | Maryborough East | Straboe                  | Mountmellick   |
| Kilminfoyle                         | 407   | Clarmallagh      | Aghaboe                  | Abbeyleix      |
| Kilmorony                           | 296   | Ballyadams       | Tankardstown             | Athy           |
| Kilmullen                           | 307   | Portnahinch      | Lea                      | Mountmellick   |
| Kilmurry                            | 467   | Stradbally       | Kilteale                 | Mountmellick   |
| Kilnacash                           | 154   | Portnahinch      | Ardea                    | Mountmellick   |
| Kilnaseer                           | 645   | Clarmallagh      | Aghaboe                  | Abbeyleix      |
| Kilnaseer                           | 178   | Clarmallagh      | Aghmacart                | Abbeyleix      |
| Kilnashane                          | 191   | Cullenagh        | Dysartgallen             | Abbeyleix      |
| Kilpurcel                           | 336   | Clandonagh       | Donaghmore               | Donaghmore     |
| Kilrory                             | 516   | Stradbally       | Moyanna                  | Athy           |
| Kilrush (o Ironmills)               | 1.548 | Cullenagh        | Abbeyleix                | Abbeyleix      |
| Kilteale                            | 121   | Maryborough East | Kilteale                 | Mountmellick   |
| Kilvahan                            | 80    | Cullenagh        | Kilcolmanbane            | Abbeyleix      |
| Kilvahan                            | 44    | Cullenagh        | Ballyroan                | Abbeyleix      |
| Knapton                             | 178   | Cullenagh        | Abbeyleix                | Abbeyleix      |
| Knightstown (o Ballinriddery)       | 279   | Portnahinch      | Ardea                    | Mountmellick   |
| Knockacoller                        | 349   | Upperwoods       | Offerlane                | Abbeyleix      |
| Knockacrin                          | 339   | Cullenagh        | Fossy or Timahoe         | Abbeyleix      |
| Knockahaw                           | 705   | Clandonagh       | Rathdowney               | Donaghmore     |
| Knockahonagh                        | 208   | Stradbally       | Tullomoy                 | Athy           |
| Knockamullin                        | 288   | Clarmallagh      | Aghaboe                  | Abbeyleix      |
| Knockanina                          | 437   | Maryborough West | Clonenagh and Clonagheen | Mountmellick   |
| Knockannagad                        | 194   | Upperwoods       | Offerlane                | Mountmellick   |
| Knockanoran                         | 470   | Clarmallagh      | Durrow                   | Abbeyleix      |
| Knockanowl                          | 123   | Tinnahinch       | Rearymore                | Mountmellick   |
| Knockardagannon North               | 627   | Clandonagh       | Rathdowney               | Donaghmore     |
| Knockardagannon South               | 291   | Clandonagh       | Rathdowney               | Donaghmore     |
| Knockardagur                        | 567   | Cullenagh        | Dysartgallen             | Abbeyleix      |
| Knockaroe                           | 220   | Clandonagh       | Aghaboe                  | Donaghmore     |
| Knockbaun                           | 1.042 | Cullenagh        | Dysartgallen             | Abbeyleix      |
| Knockbeg                            | 228   | Slievemargy      | Sleaty                   | Carlow         |
| Knockbrack                          | 326   | Upperwoods       | Offerlane                | Abbeyleix      |
| Knockfin                            | 367   | Clarmallagh      | Aghaboe                  | Abbeyleix      |
| Knockheel                           | 229   | Clandonagh       | Rathdowney               | Donaghmore     |
| Knockkyle (o Springfield)           | 396   | Clarmallagh      | Aghaboe                  | Abbeyleix      |
| Knocklead                           | 786   | Cullenagh        | Fossy or Timahoe         | Abbeyleix      |
| Knockmay                            | 372   | Maryborough East | Clonenagh and Clonagheen | Mountmellick   |
| Knockmay                            | 88    | Maryborough East | Borris                   | Mountmellick   |
| Knocknagrally (o Kilenny Beg)       | 130   | Clarmallagh      | Aghmacart                | Abbeyleix      |
| Knocknagroagh                       | 419   | Maryborough East | Borris                   | Mountmellick   |
| Knocknakearn                        | 369   | Maryborough West | Clonenagh and Clonagheen | Mountmellick   |
| Knocknambraher                      | 165   | Stradbally       | Stradbally               | Athy           |
| Knocknamoe                          | 396   | Cullenagh        | Abbeyleix                | Abbeyleix      |
| Knockphilip                         | 91    | Stradbally       | Curraclone               | Athy           |
| Knocks                              | 160   | Maryborough West | Clonenagh and Clonagheen | Mountmellick   |
| Knockseera                          | 106   | Clandonagh       | Aghaboe                  | Donaghmore     |
| Kyle                                | 717   | Clandonagh       | Erke                     | Donaghmore     |
| Kyle                                | 435   | Clarmallagh      | Abbeyleix                | Abbeyleix      |
| Kyle                                | 379   | Clandonagh       | Kyle                     | Roscrea        |
| Kyle                                | 275   | Cullenagh        | Fossy or Timahoe         | Abbeyleix      |
| Kyle                                | 7     | Tinnahinch       | Rearymore                | Mountmellick   |
| Kyleamullaun                        | 146   | Clandonagh       | Rathsaran                | Donaghmore     |
| Kylebeg                             | 314   | Clarmallagh      | Durrow                   | Abbeyleix      |
| Kylebeg                             | 106   | Stradbally       | Curraclone               | Athy           |
| Kylebeg                             | 56    | Stradbally       | Stradbally               | Athy           |
| Kyleclonhobert                      | 283   | Maryborough East | Borris                   | Mountmellick   |
| Kylekiproe                          | 125   | Maryborough East | Borris                   | Mountmellick   |
| Kylenabehy                          | 319   | Ballyadams       | Rathaspick               | Athy           |
| Kylespiddoge                        | 88    | Stradbally       | Moyanna                  | Athy           |
| Kyletalesha                         | 711   | Maryborough East | Borris                   | Mountmellick   |
| Kyletilloge                         | 363   | Clarmallagh      | Aghaboe                  | Abbeyleix      |
| Lacka                               | 238   | Upperwoods       | Offerlane                | Mountmellick   |
| Lackamore                           | 200   | Tinnahinch       | Castlebrack              | Mountmellick   |
| Lackan                              | 193   | Tinnahinch       | Rosenallis               | Mountmellick   |
| Lackey                              | 391   | Clandonagh       | Kyle                     | Roscrea        |
| Lamberton Demesne                   | 366   | Maryborough East | Dysartenos               | Mountmellick   |
| Lambstown                           | 29    | Slievemargy      | Killeshin                | Carlow         |
| Larch Hill                          | 62    | Upperwoods       | Offerlane                | Mountmellick   |
| Larragan                            | 216   | Tinnahinch       | Kilmanman                | Mountmellick   |
| Laught (o Commons)                  | 236   | Tinnahinch       | Castlebrack              | Mountmellick   |
| Lauragh                             | 88    | Portnahinch      | Ardea                    | Mountmellick   |
| Laurelhill                          | 77    | Upperwoods       | Offerlane                | Mountmellick   |
| Lea                                 | 1.097 | Portnahinch      | Lea                      | Mountmellick   |
| Leagh                               | 442   | Slievemargy      | Killeshin                | Carlow         |
| Leap                                | 73    | Clarmallagh      | Aghaboe                  | Abbeyleix      |
| Legaun                              | 76    | Clarmallagh      | Aghaboe                  | Abbeyleix      |
| Levally                             | 345   | Clarmallagh      | Erke                     | Donaghmore     |
| Lisbigney                           | 531   | Cullenagh        | Abbeyleix                | Abbeyleix      |
| Lisduff                             | 832   | Clandonagh       | Rathdowney               | Donaghmore     |
| Lismore                             | 180   | Clandonagh       | Aghaboe                  | Donaghmore     |
| Lismurragha                         | 160   | Clandonagh       | Rathdowney               | Donaghmore     |
| Lisnagomman                         | 179   | Cullenagh        | Dysartgallen             | Abbeyleix      |
| Lisnagomman (o Coole)               | 63    | Cullenagh        | Dysartgallen             | Abbeyleix      |
| Lisnarode                           | 157   | Tinnahinch       | Kilmanman                | Mountmellick   |
| Longford                            | 275   | Upperwoods       | Offerlane                | Mountmellick   |
| Lough                               | 473   | Portnahinch      | Lea                      | Mountmellick   |
| Loughakeo                           | 173   | Maryborough East | Dysartenos               | Mountmellick   |
| Loughlass                           | 138   | Ballyadams       | Ballyadams               | Athy           |
| Loughmansland Glebe                 | 132   | Portnahinch      | Lea                      | Mountmellick   |
| Loughnamuck                         | 4     | Clarmallagh      | Durrow                   | Abbeyleix      |
| Loughteeog                          | 428   | Stradbally       | Dysartenos               | Athy           |
| Lowran                              | 553   | Upperwoods       | Offerlane                | Abbeyleix      |
| Luggacurren                         | 1.838 | Stradbally       | Tullomoy                 | Athy           |
| Lyroge                              | 280   | Clandonagh       | Rathsaran                | Donaghmore     |
| Maghareagh                          | 143   | Ballyadams       | Tankardstown             | Athy           |
| Maghernaskeagh (o Bushfield)        | 258   | Clandonagh       | Aghaboe                  | Donaghmore     |
| Maidenhead                          | 326   | Slievemargy      | Killabban                | Carlow         |
| Manger                              | 43    | Stradbally       | Tullomoy                 | Athy           |
| Mannin                              | 508   | Upperwoods       | Offerlane                | Abbeyleix      |
| Maryborough                         | Town  | Maryborough East | Borris                   | Mountmellick   |
| Maryborough                         | 391   | Maryborough East | Borris                   | Mountmellick   |
| Marymount                           | 357   | Upperwoods       | Offerlane                | Mountmellick   |
| Maynebog                            | 172   | Clarmallagh      | Aghmacart                | Abbeyleix      |
| Mayo                                | 677   | Slievemargy      | Killabban                | Carlow         |
| Meelick                             | 1.442 | Tinnahinch       | Rosenallis               | Mountmellick   |
| Meelick                             | 292   | Maryborough East | Kilcolmanbane            | Mountmellick   |
| Meelick                             | 99    | Maryborough East | Borris                   | Mountmellick   |
| Middlemount                         | 190   | Clarmallagh      | Aghaboe                  | Donaghmore     |
| Middlemount (o Ballyvoghlaun)       | 434   | Clarmallagh      | Coolkerry                | Donaghmore     |
| Milford                             | 65    | Ballyadams       | Tankardstown             | Athy           |
| Mill-land                           | 54    | Stradbally       | Curraclone               | Athy           |
| Milltown                            | 345   | Ballyadams       | Rathaspick               | Athy           |
| Moanfad                             | 70    | Clandonagh       | Aghaboe                  | Donaghmore     |
| Moat                                | 570   | Cullenagh        | Dysartgallen             | Abbeyleix      |
| Moher East                          | 335   | Upperwoods       | Offerlane                | Mountmellick   |
| Moher West                          | 316   | Upperwoods       | Offerlane                | Mountmellick   |
| Monaferrick                         | 165   | Stradbally       | Curraclone               | Athy           |
| Monamanry                           | 89    | Stradbally       | Tullomoy                 | Athy           |
| Monamonra                           | 429   | Clandonagh       | Rathdowney               | Donaghmore     |
| Monascreeban                        | 293   | Ballyadams       | Ballyadams               | Athy           |
| Monasop                             | 239   | Upperwoods       | Offerlane                | Mountmellick   |
| Monavea                             | 1.004 | Slievemargy      | Killabban                | Carlow         |
| Mondrehid                           | 393   | Upperwoods       | Offerlane                | Abbeyleix      |
| Monebrock                           | 170   | Ballyadams       | Tankardstown             | Athy           |
| Monelly                             | 142   | Upperwoods       | Offerlane                | Mountmellick   |
| Money Lower                         | 240   | Stradbally       | Fossy or Timahoe         | Athy           |
| Money Upper                         | 150   | Stradbally       | Fossy or Timahoe         | Athy           |
| Moneyballytyrrell                   | 41    | Maryborough East | Borris                   | Mountmellick   |
| Moneycleare                         | 214   | Cullenagh        | Rosconnell               | Abbeyleix      |
| Moneycleare                         | 38    | Cullenagh        | Dysartgallen             | Abbeyleix      |
| Moneymore                           | 316   | Clandonagh       | Kyle                     | Donaghmore     |
| Moneyquid                           | 768   | Tinnahinch       | Castlebrack              | Mountmellick   |
| Monicknew                           | 660   | Upperwoods       | Offerlane                | Mountmellick   |
| Monnagh                             | 243   | Upperwoods       | Offerlane                | Mountmellick   |
| Monure                              | 106   | Slievemargy      | Killeshin                | Carlow         |
| Morett                              | 1.938 | Portnahinch      | Coolbanagher             | Mountmellick   |
| Mountainfarm                        | 625   | Upperwoods       | Offerlane                | Mountmellick   |
| Mounteagle                          | 348   | Cullenagh        | Clonenagh and Clonagheen | Abbeyleix      |
| Mounteagle                          | 124   | Cullenagh        | Ballyroan                | Abbeyleix      |
| Mountfead                           | 253   | Maryborough West | Clonenagh and Clonagheen | Abbeyleix      |
| Mounthall                           | 189   | Upperwoods       | Offerlane                | Mountmellick   |
| Mountmellick                        | Town  | Portnahinch      | Ardea                    | Mountmellick   |
| Mountmellick                        | Town  | Tinnahinch       | Rosenallis               | Mountmellick   |
| Mountoliver                         | 59    | Clandonagh       | Rathsaran                | Donaghmore     |
| Mountoliver                         | 8     | Clandonagh       | Rathdowney               | Donaghmore     |
| Mountrath                           | Town  | Maryborough West | Clonenagh and Clonagheen | Mountmellick   |
| Mountrath                           | 1.186 | Maryborough West | Clonenagh and Clonagheen | Mountmellick   |
| Mountrath                           | 240   | Upperwoods       | Offerlane                | Mountmellick   |
| Moyadd                              | 724   | Cullenagh        | Dysartgallen             | Abbeyleix      |
| Moyanna                             | 258   | Stradbally       | Moyanna                  | Athy           |
| Moyne                               | 287   | Clarmallagh      | Durrow                   | Abbeyleix      |
| Mucklone                            | 328   | Tinnahinch       | Castlebrack              | Mountmellick   |
| Mullaghanard (o Derreen)            | 188   | Tinnahinch       | Rosenallis               | Mountmellick   |
| Mullaghmore                         | 273   | Ballyadams       | Rathaspick               | Athy           |
| Nealstown (o Ballaghlyragh)         | 148   | Upperwoods       | Offerlane                | Mountmellick   |
| Newtown                             | 842   | Clarmallagh      | Aghmacart                | Abbeyleix      |
| Newtown                             | 309   | Upperwoods       | Offerlane                | Abbeyleix      |
| Newtown                             | 158   | Stradbally       | Stradbally               | Athy           |
| Newtown (o Skirk)                   | 599   | Clandonagh       | Skirk                    | Donaghmore     |
| Northgrove                          | 188   | Upperwoods       | Offerlane                | Mountmellick   |
| Nutgrove                            | 177   | Tinnahinch       | Rosenallis               | Mountmellick   |
| Nyra                                | 268   | Tinnahinch       | Rosenallis               | Mountmellick   |
| Ockanaroe                           | 108   | Maryborough West | Clonenagh and Clonagheen | Mountmellick   |
| Oldborris                           | 112   | Upperwoods       | Offerlane                | Abbeyleix      |
| Oldcamp                             | 98    | Clandonagh       | Kyle                     | Roscrea        |
| Oldcourt                            | 155   | Ballyadams       | Killabban                | Athy           |
| Oldderrig                           | 343   | Slievemargy      | Killeshin                | Carlow         |
| Oldglass                            | 754   | Clarmallagh      | Aghaboe                  | Donaghmore     |
| Oldglass                            | 172   | Clarmallagh      | Bordwell                 | Donaghmore     |
| Oldleagh                            | 222   | Slievemargy      | Killabban                | Carlow         |
| Oldmill                             | 330   | Stradbally       | Dysartenos               | Athy           |
| Oldtown                             | 764   | Clarmallagh      | Aghmacart                | Abbeyleix      |
| Oldtown                             | 420   | Maryborough West | Clonenagh and Clonagheen | Abbeyleix      |
| Oldtown                             | 98    | Clandonagh       | Rathsaran                | Donaghmore     |
| Omoresforest                        | 1.074 | Maryborough West | Clonenagh and Clonagheen | Mountmellick   |
| Orchard Lower                       | 390   | Cullenagh        | Fossy or Timahoe         | Abbeyleix      |
| Orchard Upper                       | 91    | Cullenagh        | Fossy or Timahoe         | Abbeyleix      |
| Oughaval                            | 327   | Stradbally       | Stradbally               | Athy           |
| Paddock                             | 568   | Upperwoods       | Offerlane                | Mountmellick   |
| Pallas Big                          | 556   | Maryborough East | Clonenagh and Clonagheen | Mountmellick   |
| Pallas Little                       | 339   | Maryborough East | Clonenagh and Clonagheen | Mountmellick   |
| Palmershill                         | 201   | Clarmallagh      | Aghaboe                  | Donaghmore     |
| Park                                | 241   | Stradbally       | Curraclone               | Athy           |
| Park                                | 121   | Clarmallagh      | Aghaboe                  | Abbeyleix      |
| Park                                | 118   | Clandonagh       | Rathsaran                | Donaghmore     |
| Park                                | 15    | Clarmallagh      | Killermogh               | Abbeyleix      |
| Park (o Dunamase)                   | 338   | Maryborough East | Dysartenos               | Mountmellick   |
| Park Lower                          | 199   | Stradbally       | Dysartenos               | Athy           |
| Park Upper                          | 426   | Stradbally       | Dysartenos               | Athy           |
| Parkahoughill                       | 187   | Ballyadams       | Ballyadams               | Athy           |
| Parkavilla                          | 170   | Maryborough West | Clonenagh and Clonagheen | Abbeyleix      |
| Parkbawn                            | 60    | Clarmallagh      | Abbeyleix                | Abbeyleix      |
| Parkbeg                             | 242   | Tinnahinch       | Castlebrack              | Mountmellick   |
| Parknahown                          | 415   | Clarmallagh      | Aghmacart                | Abbeyleix      |
| Pass                                | 228   | Cullenagh        | Ballyroan                | Abbeyleix      |
| Pass                                | 126   | Cullenagh        | Kilcolmanbane            | Abbeyleix      |
| Peafield                            | 209   | Upperwoods       | Offerlane                | Abbeyleix      |
| Pilgramhill                         | 40    | Upperwoods       | Offerlane                | Abbeyleix      |
| Poormansbridge                      | 277   | Cullenagh        | Abbeyleix                | Abbeyleix      |
| Portarlington                       | Town  | Portnahinch      | Lea                      | Mountmellick   |
| Portnahinch                         | 175   | Portnahinch      | Ardea                    | Mountmellick   |
| Portree                             | 119   | Stradbally       | Curraclone               | Athy           |
| Powelstown                          | 107   | Stradbally       | Dysartenos               | Athy           |
| Powelstown                          | 43    | Stradbally       | Fossy or Timahoe         | Athy           |
| Quarryfarm (o Drimhill)             | 71    | Upperwoods       | Offerlane                | Mountmellick   |
| Quarrymount                         | 117   | Tinnahinch       | Castlebrack              | Mountmellick   |
| Raggettstown                        | 293   | Cullenagh        | Dysartgallen             | Abbeyleix      |
| Rahanavannagh                       | 596   | Cullenagh        | Ballyroan                | Abbeyleix      |
| Rahandrick Lower                    | 96    | Clarmallagh      | Bordwell                 | Donaghmore     |
| Rahandrick Upper                    | 299   | Clarmallagh      | Bordwell                 | Donaghmore     |
| Raheen                              | 201   | Maryborough West | Clonenagh and Clonagheen | Abbeyleix      |
| Raheen                              | 155   | Maryborough East | Kilteale                 | Mountmellick   |
| Raheen                              | 26    | Clandonagh       | Rathdowney               | Donaghmore     |
| Raheen (o Charleville)              | 219   | Clandonagh       | Kyle                     | Donaghmore     |
| Raheen Lower                        | 219   | Clandonagh       | Donaghmore               | Donaghmore     |
| Raheen Upper                        | 238   | Clandonagh       | Donaghmore               | Donaghmore     |
| Raheenabrogue                       | 290   | Cullenagh        | Ballyroan                | Abbeyleix      |
| Raheenahoran                        | 270   | Maryborough East | Kilteale                 | Mountmellick   |
| Raheenaniska                        | 461   | Stradbally       | Moyanna                  | Athy           |
| Raheenanisky                        | 351   | Stradbally       | Dysartenos               | Athy           |
| Raheenbarnagh                       | 31    | Stradbally       | Tullomoy                 | Athy           |
| Raheenduff                          | 348   | Stradbally       | Dysartenos               | Athy           |
| Raheenduff                          | 207   | Clarmallagh      | Rosconnell               | Abbeyleix      |
| Raheenduff Big                      | 319   | Cullenagh        | Fossy or Timahoe         | Abbeyleix      |
| Raheenduff Little                   | 174   | Cullenagh        | Fossy or Timahoe         | Abbeyleix      |
| Raheenleagh                         | 387   | Clarmallagh      | Aghmacart                | Abbeyleix      |
| Raheennahown                        | 342   | Stradbally       | Tullomoy                 | Athy           |
| Raheennahown North                  | 157   | Stradbally       | Moyanna                  | Athy           |
| Raheennahown South                  | 38    | Stradbally       | Moyanna                  | Athy           |
| Raheenphelan Glebe                  | 142   | Clandonagh       | Donaghmore               | Donaghmore     |
| Raheensheara                        | 60    | Clandonagh       | Donaghmore               | Donaghmore     |
| Raheensheara                        | 51    | Clandonagh       | Rathdowney               | Donaghmore     |
| Rahin                               | 627   | Ballyadams       | Killabban                | Athy           |
| Ralish                              | 430   | Cullenagh        | Dysartgallen             | Abbeyleix      |
| Rapla                               | 367   | Clarmallagh      | Aghmacart                | Abbeyleix      |
| Rappa                               | 146   | Slievemargy      | Shrule                   | Carlow         |
| Rath                                | 215   | Clarmallagh      | Durrow                   | Abbeyleix      |
| Rathaspick                          | 95    | Ballyadams       | Rathaspick               | Athy           |
| Rathbrennan                         | 141   | Maryborough East | Straboe                  | Mountmellick   |
| Rathcoffey                          | 189   | Tinnahinch       | Rearymore                | Mountmellick   |
| Rathcrea                            | 404   | Stradbally       | Moyanna                  | Athy           |
| Rathdowney                          | Town  | Clandonagh       | Rathdowney               | Donaghmore     |
| Rathdowney                          | 553   | Clandonagh       | Rathdowney               | Donaghmore     |
| Rathduff                            | 114   | Slievemargy      | Shrule                   | Carlow         |
| Rathduff                            | 40    | Slievemargy      | Killeshin                | Carlow         |
| Ratherrig                           | 246   | Ballyadams       | Ballyadams               | Athy           |
| Ratheven                            | 158   | Maryborough East | Borris                   | Mountmellick   |
| Ratheven                            | 25    | Maryborough East | Straboe                  | Mountmellick   |
| Rathgilbert                         | 512   | Ballyadams       | Ballyadams               | Athy           |
| Rathleague                          | 527   | Maryborough East | Kilcolmanbane            | Mountmellick   |
| Rathleague                          | 93    | Maryborough East | Straboe                  | Mountmellick   |
| Rathleash                           | 322   | Portnahinch      | Lea                      | Mountmellick   |
| Rathmakelly Glebe                   | 197   | Clarmallagh      | Killermogh               | Abbeyleix      |
| Rathmiles                           | 179   | Portnahinch      | Lea                      | Mountmellick   |
| Rathmore                            | 409   | Clandonagh       | Donaghmore               | Donaghmore     |
| Rathmore                            | 407   | Stradbally       | Stradbally               | Athy           |
| Rathmore                            | 175   | Ballyadams       | Ballyadams               | Athy           |
| Rathmoyle                           | 774   | Cullenagh        | Abbeyleix                | Abbeyleix      |
| Rathnaleugh                         | 269   | Clandonagh       | Rathdowney               | Donaghmore     |
| Rathnamanagh                        | 391   | Maryborough East | Borris                   | Mountmellick   |
| Rathphelan                          | 222   | Upperwoods       | Offerlane                | Abbeyleix      |
| Rathpiper North                     | 6     | Clarmallagh      | Rathdowney               | Donaghmore     |
| Rathpiper South                     | 92    | Clandonagh       | Rathdowney               | Donaghmore     |
| Rathronshin                         | 827   | Portnahinch      | Lea                      | Mountmellick   |
| Rathsaran Glebe                     | 183   | Clandonagh       | Rathsaran                | Donaghmore     |
| Rathtillig                          | 304   | Slievemargy      | Killabban                | Carlow         |
| Reary Beg                           | 947   | Tinnahinch       | Rearymore                | Mountmellick   |
| Reary More                          | 585   | Tinnahinch       | Rearymore                | Mountmellick   |
| Rearyvalley (o Clonygark)           | 582   | Tinnahinch       | Rearymore                | Mountmellick   |
| Redcastle                           | 510   | Maryborough West | Clonenagh and Clonagheen | Mountmellick   |
| Redhills                            | 40    | Cullenagh        | Abbeyleix                | Abbeyleix      |
| Ringstown                           | 1.062 | Maryborough West | Clonenagh and Clonagheen | Mountmellick   |
| Rinn                                | 284   | Tinnahinch       | Rosenallis               | Mountmellick   |
| Rosbran                             | 101   | Ballyadams       | St. John's               | Athy           |
| Rosconnell Glebe                    | 155   | Clarmallagh      | Rosconnell               | Abbeyleix      |
| Rosenallis                          | Town  | Tinnahinch       | Rosenallis               | Mountmellick   |
| Rosenallis                          | 66    | Tinnahinch       | Rosenallis               | Mountmellick   |
| Roskeen                             | 938   | Tinnahinch       | Castlebrack              | Mountmellick   |
| Rosnamullane                        | 556   | Stradbally       | Moyanna                  | Athy           |
| Ross                                | 498   | Tinnahinch       | Rearymore                | Mountmellick   |
| Ross                                | 65    | Maryborough East | Clonenagh and Clonagheen | Mountmellick   |
| Ross (o Barrackquarter)             | 160   | Clarmallagh      | Aghmacart                | Abbeyleix      |
| Rossadown                           | 314   | Upperwoods       | Offerlane                | Mountmellick   |
| Rossalee                            | 223   | Upperwoods       | Offerlane                | Mountmellick   |
| Rossbaun                            | 381   | Clandonagh       | Kyle                     | Roscrea        |
| Rossdarragh                         | 908   | Clandonagh       | Erke                     | Donaghmore     |
| Rossdorragha                        | 407   | Clandonagh       | Kyle                     | Roscrea        |
| Rossena                             | 299   | Slievemargy      | Killabban                | Carlow         |
| Rosskelton                          | 940   | Maryborough West | Clonenagh and Clonagheen | Abbeyleix      |
| Rossleaghan                         | 309   | Maryborough East | Borris                   | Mountmellick   |
| Rossmore                            | 1.734 | Slievemargy      | Killeshin                | Carlow         |
| Rossmore                            | 435   | Clandonagh       | Rathsaran                | Donaghmore     |
| Rossmore                            | 291   | Stradbally       | Moyanna                  | Athy           |
| Rossmore                            | 162   | Maryborough West | Clonenagh and Clonagheen | Mountmellick   |
| Rossnabarnagh                       | 126   | Clandonagh       | Kyle                     | Roscrea        |
| Rossnaclonagh Inside                | 196   | Upperwoods       | Offerlane                | Mountmellick   |
| Rossnaclonagh Outside               | 330   | Upperwoods       | Offerlane                | Mountmellick   |
| Rossnacreena                        | 208   | Upperwoods       | Offerlane                | Mountmellick   |
| Rossnadough                         | 234   | Upperwoods       | Offerlane                | Mountmellick   |
| Rossnagad                           | 201   | Maryborough West | Clonenagh and Clonagheen | Mountmellick   |
| Rosstillegane                       | 50    | Slievemargy      | Killabban                | Carlow         |
| Roundwood                           | 230   | Upperwoods       | Offerlane                | Mountmellick   |
| Rush Hall                           | 747   | Upperwoods       | Offerlane                | Abbeyleix      |
| Rushes                              | 393   | Slievemargy      | Killabban                | Carlow         |
| Rushin                              | 746   | Upperwoods       | Offerlane                | Mountmellick   |
| Scarroon                            | 738   | Tinnahinch       | Kilmanman                | Mountmellick   |
| Sconce Lower                        | 225   | Maryborough West | Clonenagh and Clonagheen | Mountmellick   |
| Sconce Upper                        | 679   | Maryborough West | Clonenagh and Clonagheen | Mountmellick   |
| Scotchrath                          | 449   | Maryborough West | Clonenagh and Clonagheen | Abbeyleix      |
| Scotland                            | 119   | Stradbally       | Tullomoy                 | Athy           |
| Scrub and Glenmaculla               | 391   | Clarmallagh      | Aghmacart                | Abbeyleix      |
| Sentryhill                          | 457   | Clandonagh       | Aghaboe                  | Donaghmore     |
| Shaen                               | 1.024 | Maryborough East | Straboe                  | Mountmellick   |
| Shanahoc                            | 718   | Maryborough West | Clonenagh and Clonagheen | Abbeyleix      |
| Shanavaur                           | 212   | Upperwoods       | Offerlane                | Mountmellick   |
| Shanbally                           | 61    | Clarmallagh      | Aghmacart                | Abbeyleix      |
| Shanbeg                             | 198   | Tinnahinch       | Rosenallis               | Mountmellick   |
| Shanboe                             | 458   | Clandonagh       | Aghaboe                  | Donaghmore     |
| Shanderry                           | 101   | Upperwoods       | Offerlane                | Mountmellick   |
| Shanganagh Beg                      | 297   | Ballyadams       | Tankardstown             | Athy           |
| Shanganagh Beg More                 | 358   | Ballyadams       | Tankardstown             | Athy           |
| Shangownagh                         | 67    | Upperwoods       | Offerlane                | Abbeyleix      |
| Shanragh                            | 250   | Ballyadams       | Rathaspick               | Athy           |
| Shanvaghey                          | 184   | Clarmallagh      | Bordwell                 | Donaghmore     |
| Shanvally                           | 66    | Slievemargy      | Killeshin                | Carlow         |
| Shrule                              | 166   | Slievemargy      | Shrule                   | Carlow         |
| Skeagh                              | 326   | Clarmallagh      | Aghaboe                  | Donaghmore     |
| Skehanagh                           | 574   | Ballyadams       | Killabban                | Athy           |
| Skerry                              | 1.150 | Tinnahinch       | Rosenallis               | Mountmellick   |
| Skirk (o Newtown)                   | 599   | Clandonagh       | Skirk                    | Donaghmore     |
| Skirk Glebe (o Erris)               | 105   | Clandonagh       | Skirk                    | Donaghmore     |
| Slatt Lower                         | 896   | Slievemargy      | Rathaspick               | Carlow         |
| Slatt Upper                         | 857   | Slievemargy      | Rathaspick               | Carlow         |
| Sleaty                              | 442   | Slievemargy      | Sleaty                   | Carlow         |
| Sleatycraigue                       | Town  | Slievemargy      | Killeshin                | Carlow         |
| Southfield                          | 216   | Ballyadams       | Ballyadams               | Athy           |
| Spaquarter                          | 177   | Clarmallagh      | Aghmacart                | Abbeyleix      |
| Springfield                         | 214   | Maryborough West | Clonenagh and Clonagheen | Mountmellick   |
| Springfield (o Knockkyle)           | 396   | Clarmallagh      | Aghaboe                  | Abbeyleix      |
| Springhill                          | 782   | Slievemargy      | Killeshin                | Carlow         |
| Springhill                          | 170   | Upperwoods       | Offerlane                | Donaghmore     |
| Springmount                         | 165   | Maryborough West | Clonenagh and Clonagheen | Abbeyleix      |
| Srah                                | 532   | Clarmallagh      | Erke                     | Donaghmore     |
| Srahanboy                           | 707   | Upperwoods       | Offerlane                | Mountmellick   |
| Srahbaun                            | 226   | Clarmallagh      | Erke                     | Donaghmore     |
| Srahcullen                          | 291   | Tinnahinch       | Rearymore                | Mountmellick   |
| Srahduff Glebe                      | 229   | Tinnahinch       | Kilmanman                | Mountmellick   |
| Srahleagh                           | 231   | Tinnahinch       | Rosenallis               | Mountmellick   |
| Srahleagh                           | 197   | Clarmallagh      | Erke                     | Donaghmore     |
| Sronagh                             | 55    | Portnahinch      | Ardea                    | Mountmellick   |
| Sronscull                           | 181   | Ballyadams       | Ballyadams               | Athy           |
| Stanney                             | 110   | Slievemargy      | Killeshin                | Carlow         |
| Stewartsgrove                       | 115   | Clarmallagh      | Abbeyleix                | Abbeyleix      |
| Stewartsgrove                       | 19    | Clarmallagh      | Durrow                   | Abbeyleix      |
| Stooagh                             | 387   | Upperwoods       | Offerlane                | Mountmellick   |
| Straboe                             | 575   | Maryborough East | Straboe                  | Mountmellick   |
| Stradbally                          | Town  | Stradbally       | Stradbally               | Athy           |
| Stradbally                          | 522   | Stradbally       | Stradbally               | Athy           |
| Strahard                            | 625   | Portnahinch      | Ardea                    | Mountmellick   |
| Summergrove (o Garroon)             | 239   | Tinnahinch       | Rosenallis               | Mountmellick   |
| Summerhill (o Aghnaharna)           | 134   | Maryborough East | Borris                   | Mountmellick   |
| Swan                                | 96    | Clarmallagh      | Durrow                   | Abbeyleix      |
| Tankardstown                        | 949   | Ballyadams       | Tankardstown             | Athy           |
| Tarbert                             | 190   | Maryborough West | Clonenagh and Clonagheen | Abbeyleix      |
| Templequain                         | 376   | Clandonagh       | Rathdowney               | Donaghmore     |
| The Derries                         | 234   | Upperwoods       | Offerlane                | Abbeyleix      |
| The Derries (o Ballyshaneduff)      | 618   | Portnahinch      | Lea                      | Mountmellick   |
| Timahoe                             | 510   | Cullenagh        | Fossy or Timahoe         | Abbeyleix      |
| Timogue                             | 682   | Stradbally       | Timogue                  | Athy           |
| Tinnaclohy                          | 167   | Clandonagh       | Rathdowney               | Donaghmore     |
| Tinnahinch                          | 2.908 | Tinnahinch       | Rearymore                | Mountmellick   |
| Tinnakill                           | 800   | Portnahinch      | Ardea                    | Mountmellick   |
| Tinnakill                           | 682   | Upperwoods       | Offerlane                | Mountmellick   |
| Tinnakill                           | 142   | Maryborough West | Clonenagh and Clonagheen | Abbeyleix      |
| Tinnaragh                           | 23    | Clarmallagh      | Aghaboe                  | Donaghmore     |
| Tinnaragh                           | 16    | Clarmallagh      | Bordwell                 | Donaghmore     |
| Tinnaraheen                         | 180   | Clarmallagh      | Aghaboe                  | Abbeyleix      |
| Tinnasragh                          | 129   | Slievemargy      | Killabban                | Carlow         |
| Tinneel                             | 174   | Tinnahinch       | Rosenallis               | Mountmellick   |
| Tintore                             | 664   | Clarmallagh      | Killermogh               | Abbeyleix      |
| Tintore                             | 181   | Clarmallagh      | Aghaboe                  | Abbeyleix      |
| Tinwear                             | 406   | Clarmallagh      | Durrow                   | Abbeyleix      |
| Tirenan                             | 444   | Slievemargy      | Killabban                | Carlow         |
| Tirhogar                            | 566   | Portnahinch      | Lea                      | Mountmellick   |
| Toberboe (o Kilkenny More)          | 621   | Clarmallagh      | Aghmacart                | Abbeyleix      |
| Togher                              | 831   | Maryborough East | Borris                   | Mountmellick   |
| Tomoclavin                          | 123   | Stradbally       | Tullomoy                 | Athy           |
| Tonafarna                           | 263   | Stradbally       | Moyanna                  | Athy           |
| Tonduff                             | 704   | Cullenagh        | Abbeyleix                | Abbeyleix      |
| Tooreagh                            | 24    | Clarmallagh      | Aghaboe                  | Donaghmore     |
| Toortaun                            | 99    | Upperwoods       | Offerlane                | Abbeyleix      |
| Towlerton                           | 1.054 | Slievemargy      | Killabban                | Carlow         |
| Townparks                           | 773   | Tinnahinch       | Rosenallis               | Mountmellick   |
| Townparks                           | 695   | Clandonagh       | Aghaboe                  | Donaghmore     |
| Trumra                              | 1.444 | Maryborough West | Clonenagh and Clonagheen | Mountmellick   |
| Tubbrid                             | 174   | Clandonagh       | Kyle                     | Roscrea        |
| Tullacommon                         | 101   | Clandonagh       | Donaghmore               | Donaghmore     |
| Tullaghan                           | 116   | Portnahinch      | Lea                      | Mountmellick   |
| Tullomoy                            | 677   | Ballyadams       | Tullomoy                 | Athy           |
| Tullore                             | 199   | Cullenagh        | Ballyroan                | Abbeyleix      |
| Tullyroe                            | 713   | Cullenagh        | Abbeyleix                | Abbeyleix      |
| Turfarney                           | 255   | Clarmallagh      | Coolkerry                | Abbeyleix      |
| Turra                               | 689   | Slievemargy      | Killabban                | Carlow         |
| Tursalla                            | 42    | Stradbally       | Stradbally               | Athy           |
| Ullard (o Controversyland)          | 223   | Portnahinch      | Lea                      | Mountmellick   |
| Vicarstown (Cosby)                  | 781   | Stradbally       | Moyanna                  | Athy           |
| Vicarstown (Dodd)                   | 1.278 | Stradbally       | Moyanna                  | Athy           |
| Watercastle                         | 284   | Clarmallagh      | Abbeyleix                | Abbeyleix      |
| Whitebog                            | 283   | Ballyadams       | Ballyadams               | Athy           |
| Whitefield                          | 178   | Upperwoods       | Offerlane                | Mountmellick   |
| Windsor (o Cappaghnahoran)          | 269   | Upperwoods       | Offerlane                | Abbeyleix      |
| Wolfhill                            | 156   | Ballyadams       | Rathaspick               | Athy           |
| Woodland (o Garragh)                | 209   | Slievemargy      | Killabban                | Carlow         |
| Wranglestown                        | 123   | Tinnahinch       | Kilmanman                | Mountmellick   |

| Contingut (per Townland): |  | A B C D E F G H I J K L M N O P Q R S T U V W X Y Z |